# Eroberung von Konstantinopel (1453)
Die Eroberung von Konstantinopel im Jahr 1453 (es wird auch vom Fall Konstantinopels gesprochen) durch ein etwa 80.000 Mann starkes Belagerungsheer des osmanischen Sultans Mehmed II. beendete das Byzantinische Reich. Die Verteidigung der Stadt Konstantinopel oblag Kaiser Konstantin XI., der 7.000 bis 10.000 Soldaten zur Verfügung hatte und sehr wahrscheinlich während des letzten Sturms auf die Stadt fiel.
Der Untergang des Byzantinischen Reiches markiert zugleich den endgültigen Aufstieg des Osmanischen Reiches zur Großmacht. Sowohl in der türkischen als auch der westeuropäischen Rezeption kommt der Eroberung ein hoher symbolischer Wert zu; sie wird je nach Perspektive als Ausweis von imperialer Größe bzw. als Fanal für Zerfall und Untergang betrachtet. In der Geschichtsschreibung wird die Eroberung von Konstantinopel bisweilen als eines der Ereignisse genannt, die den Übergang vom europäischen Mittelalter in die Neuzeit markieren.

## Hintergrund
Bei der Eroberung von Konstantinopel trafen zwei Reiche mit völlig verschiedener Ausgangslage aufeinander. Das ehemals mächtige Byzantinische Reich (auch oströmisches Kaiserreich genannt) blickte auf eine fast tausendjährige Geschichte zurück, war aber seit der zweiten Hälfte des 11. Jahrhunderts von einem schleichenden Niedergang geprägt. Im Osten bedrängten die türkischen Seldschuken das Byzantinische Reich und leiteten 1071 mit dem Sieg in der Schlacht bei Manzikert die schrittweise Eroberung Kleinasiens ein, was den allmählichen Verlust der bevölkerungsreichen „Kornkammer“ bedeutete. Im Westen wurde das griechischsprachige und orthodoxe Byzanz von den „lateinischen“ Mächten des katholischen Europa bedroht, insbesondere Venedig. Die Hauptstadt Konstantinopel, die in der sogenannten mittelbyzantinischen Epoche (etwa Mitte des 7. bis Anfang des 13. Jahrhunderts) schätzungsweise 400.000 bis 500.000 Einwohner hatte, war in ihrer Geschichte zwar mehrfach erfolglos belagert worden, fiel aber schließlich im Jahre 1204 während des Vierten Kreuzzugs in „fränkische“ Hände (→ Eroberung von Konstantinopel (1204), Lateinisches Kaiserreich). Auch wenn die Stadt im Jahre 1261 wieder rückerobert werden konnte (Rückeroberung von Konstantinopel 1261), gelang eine Wiederherstellung des Reiches nur auf vergleichsweise bescheidenem Niveau. Es wurde zudem ab dem 14. Jahrhundert immer stärker vom aufstrebenden Osmanischen Reich bedrängt und verlor nach und nach einen Großteil seines Territoriums an dieses. Am Ende stand der Verlust fast aller europäischen Territorien an die Türken. Die Hauptstadt Konstantinopel musste ab 1391 bis zur endgültigen Eroberung 1453 insgesamt fünf Belagerungen durch osmanische Heere abwehren.
Die Ausbreitung des Osmanischen Reichs wiederum wurde nur durch die Niederlage gegen Timur im Jahr 1402 zeitweise unterbrochen. Byzanz hatte aber bereits keine wirtschaftlichen und militärischen Ressourcen mehr, um die Situation auszunutzen. Die Politik konzentrierte sich bereits ganz auf Bündnisse mit anderen christlichen Mächten zur bloßen Abwehr weiterer Gebietsverluste. Diese Bündnisse scheiterten jedoch, teils an der ungelösten Frage der Kirchenunion sowie auch am mangelnden Interesse im westlicheren Europa gegenüber den Geschehnissen im Byzantinischen Reich. Da die Osmanen außer Konstantinopel, Teilen der Peloponnes und Trapezunt bereits weite Teile des Byzantinischen Reichs erobert hatten, zeichnete sich zunehmend deutlich der baldige Fall der Hauptstadt ab.
Zum Zeitpunkt der Eroberung im Jahr 1453 hatte Konstantinopel nur noch schätzungsweise 40.000 Einwohner. Das Byzantinische Reich bestand lediglich noch aus der Hauptstadt und ihrem weiteren Umland, einigen Inseln in der nördlichen Ägäis (Limnos, Samothraki und Imbros) sowie dem Großteil der Peloponnes, dem sogenannten autonomen Despotat von Morea. Die letzten Jahre des Byzantinischen Reichs waren von zunehmend verzweifelten Versuchen geprägt, aus dem sogenannten „lateinischen Westen“ (also dem überwiegend katholischen Europa) militärische Hilfe gegen die Osmanen zu erhalten. Zuletzt ging Kaiser Johannes VIII. Palaiologos sogar so weit, beim Konzil von Ferrara/Florenz als Gegenleistung für einen Kreuzzug gegen die Osmanen die Union mit der katholischen Kirche zu vollziehen und dabei den Forderungen des Papsttums weitgehend entgegenzukommen. Diese 1439 mit der Lateinischen Kirche vereinbarte Kirchenunion blieb jedoch ein bloßes Dokument, da sie weder von der Kirche noch weiten Teilen der Bevölkerung in Byzanz angenommen wurde und somit keine praktisch-politischen Folgen zeichnete.
Das Osmanische Reich wiederum war erst im Jahre 1299 in Söğüt begründet worden und erlebte in den ersten hundert Jahren seines Bestehens eine enorme und fortwährende Ausdehnung. Zunächst wurden byzantinische Gebiete in Kleinasien erobert, aber auch die anderer türkischer Beyliks. Die Eroberung Bursas im Jahr 1326, das dann zur Hauptstadt des Osmanischen Reichs wurde, war in dieser Phase besonders bedeutsam. Im Jahr 1369 gelang die Erweiterung des Herrschaftsgebiets über die Dardanellen nach Europa und die Eroberung des bislang byzantinischen Adrianopels (heute: Edirne), das dann zur neuen Hauptstadt des Osmanischen Reiches wurde. Durch weitere militärische Siege über Serbien (1371 an der Mariza und 1389 auf dem Amselfeld), Bulgarien (seit 1388 tributpflichtig) und ein Kreuzfahrerheer (1396 bei Nikopolis) konnte die Herrschaft über die neuen Gebiete langfristig gesichert werden. Unter Sultan Bayezid I. wurde Konstantinopel mehrfach (1391, 1394–1396 sowie 1397–1402), jedoch erfolglos belagert.

Ausdehnung des Byzantinischen und des Osmanischen Reichs um 1450

Die erste Hälfte des 15. Jahrhunderts war für das Osmanische Reich durch militärische Bedrohungen von außen, Aufstände und politische Konflikte im Innern geprägt. So musste Bayezid I. die Belagerung Konstantinopels 1402 abbrechen, da das in Persien neu entstandene Timuridenreich das Osmanische Reich an seiner östlichen Grenze bedrohte. Nach der Niederlage der Osmanen gegen Timur in der Schlacht bei Ankara im Jahre 1402 folgte bis 1413 ein interner politischer Konflikt um die Thronfolge (sogenanntes Osmanisches Interregnum), in dem sich schließlich Mehmed I. durchsetzen konnte und das Reich stabilisierte. Sein Sohn Murad II. unternahm im Jahr 1422 einen weiteren erfolglosen Versuch, Konstantinopel zu erobern. Nach einem langen und verlustreichen Krieg auf dem Balkan schloss Murad 1444 einen zehnjährigen Frieden mit seinen dortigen Feinden und verzichtete zugunsten seines erst vierzehnjährigen Sohnes Mehmed II. auf den Thron. Noch im gleichen Jahr nutzten das Königreich Polen und das Königreich Ungarn die vermeintliche Schwäche für einen Angriff auf das Osmanische Reich. Murad kehrte aus dem Ruhestand zurück, schlug noch 1444 die als Kreuzfahrerheer antretenden christlichen Truppen in der Schlacht bei Warna vernichtend und übernahm als Reaktion auf einen Aufstand der Janitscharen ab 1446 auch formal wieder die Herrschaft. Bis zu seinem Tod im Jahre 1451 gelangen ihm weitere Siege in Europa sowie in Kleinasien, so dass sein mittlerweile neunzehnjähriger Sohn ein innerlich stabiles und an den Grenzen gesichertes Reich übernahm.
Während Murad II. im Alter ein durchaus freundschaftliches Verhältnis zum tributpflichtigen Byzantinischen Reich unterhalten hatte, machte Mehmed II. kaum einen Hehl aus seinem Wunsch, Konstantinopel zu erobern. Schließlich erschwerte die Lage Konstantinopels zwischen dem europäischen und dem asiatischen Teil des Osmanischen Reichs dessen weitere Ausdehnung. Vor allem der Transport von Truppen zwischen Europa und Asien gestaltete sich durch die Dominanz vieler christlicher Mächte zur See, insbesondere der konkurrierenden italienischen Städte, für die Osmanen schwierig. Zudem war Konstantinopel ein wichtiger Handels- und Warenumschlagplatz mit noch immer großen Reichtümern. Auch wenn der byzantinische Kaiser ein Vasall des osmanischen Sultans war, sicherte er doch letztlich die christliche Kontrolle über den Bosporus und dessen wichtige Handelsverbindungen (Seidenstraße) für westeuropäische Händler. Die italienischen Seerepubliken, die die stärksten Konkurrenten des Osmanischen Reichs bei der Kontrolle des östlichen Mittelmeeres beziehungsweise des Schwarzen Meeres darstellten, nutzten Konstantinopel als sichere Basis für ihre wirtschaftlichen und militärischen Operationen. Angesichts der durch die letzten Feldzüge Murads geschaffenen guten Ausgangslage erschien Mehmed II. zu Beginn der 1450er Jahre die Gelegenheit für einen Angriff auf Konstantinopel günstig.

## Vorbereitungen

### Bau von Rumeli Hisarı und Kriegserklärung

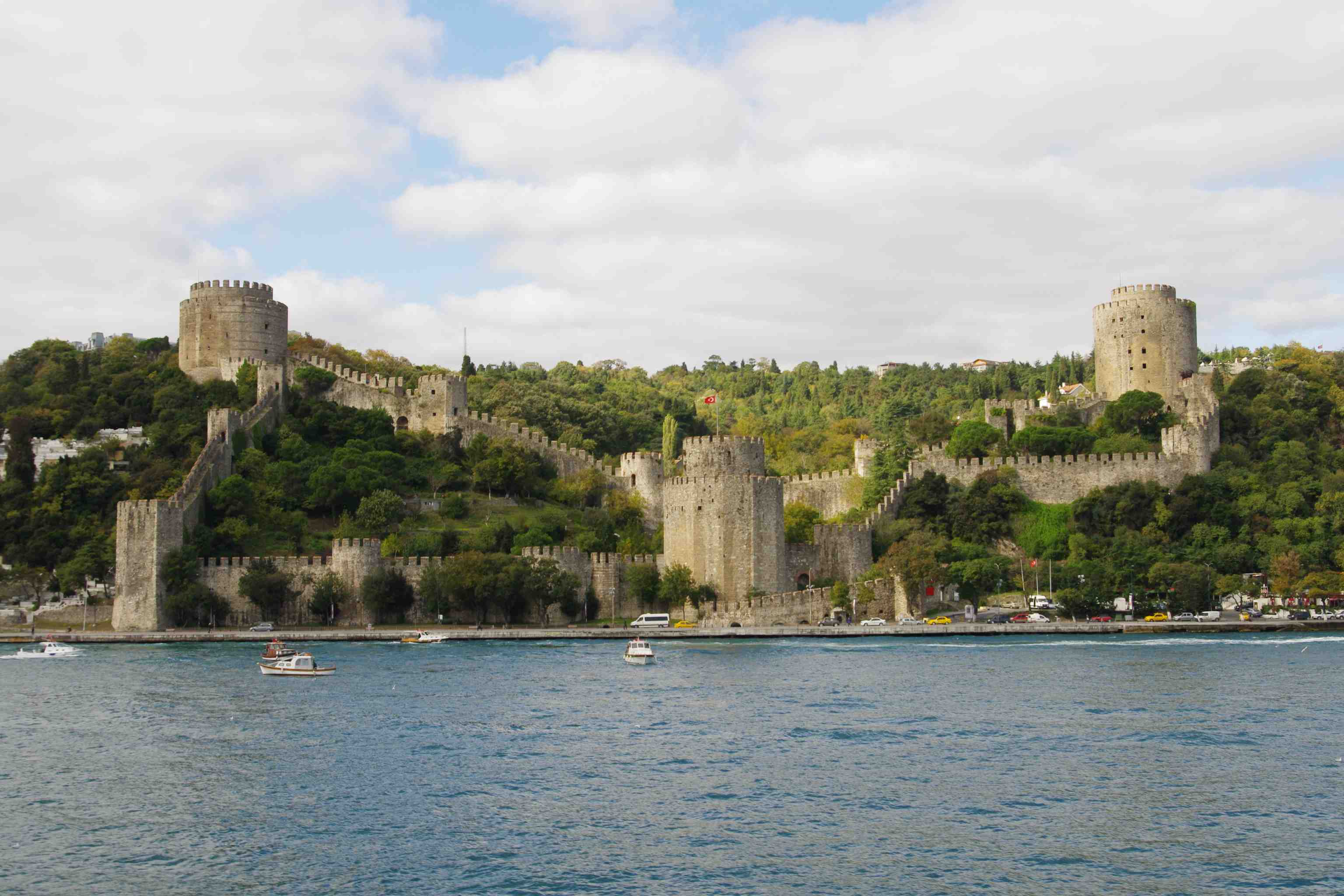
Der Bau der „rumelischen Festung“ (Rumeli Hisarı) wurde von den Byzantinern als sichtbares Zeichen für die Vorbereitung eines Angriffs verstanden.

Etwa ein halbes Jahr nach seiner endgültigen Thronbesteigung unternahm Mehmed II. im Winter 1451 mit dem Befehl, Arbeitskräfte anzuwerben und Material für den Bau einer Festung am Bosporus zu sammeln, den ersten Schritt zur Eroberung der Stadt. Der Bauplatz an der engsten Stelle des Bosporus, gegenüber der bereits im Jahre 1393/94 von Sultan Bayezid I. errichteten Festung Anadolu Hisarı (deutsch: Anatolische Festung), war strategisch gut gewählt, um den Schiffsverkehr aus dem und in das Schwarze Meer zu kontrollieren. Zugleich würde das Zusammenspiel der beiden Festungen für einen jederzeit ungestörten Übergang osmanischer Truppen über den Bosporus sorgen.
Die Vorbereitungen für den Festungsbau scheinen vollkommen offen stattgefunden zu haben. Jedenfalls war der byzantinische Kaiserhof über das Vorhaben im Bilde und versuchte zunächst mit diplomatischen Mitteln zu reagieren. Noch zu Jahresbeginn 1452 scheint eine Gesandtschaft an den osmanischen Hof nach Adrianopel geschickt worden zu sein, um dort auf die Einhaltung bisheriger Abkommen und die Einstellung der Maßnahmen zu drängen, konnte allerdings keinerlei Zugeständnisse beim Sultan erwirken. Zeitgleich entsandte Kaiser Konstantin XI. eine Gesandtschaft in den Westen, um dort für Hilfe und Unterstützung zu werben. Zwar wurden die Gesandten in Venedig, beim Papst und weiteren Mächten freundlich empfangen, wirksame Unterstützung konnten sie allerdings nicht einwerben. Im lateinischen Westen herrschte die Einschätzung vor, dass der byzantinische Hof die Lage übertrieben darstelle und von dem jungen Sultan keine sonderliche Gefahr ausgehe.
Die Arbeiten an dem heute Rumeli Hisarı (deutsch: rumelische Festung) genannten Bauwerk auf der byzantinischen Seite des Bosporus begannen am 15. April 1452. Der Festungsbau sorgte in Konstantinopel für erhebliche Unruhe. Der Bau der Festung mit dem zeitgenössischen türkischen Namen Boğaz-kesen (zu deutsch etwa: Abschneider der Meerenge oder auch Halsabschneider) auf byzantinischem Territorium war eine offene Provokation. Die nahe der Baustelle lebenden Menschen wurden gewaltsam vertrieben und auf dem eigentlichen Baufeld befindliche Ruinen einer orthodoxen Kirche als Baumaterial verwendet. Im Umkreis der Stadt wurden zudem Bauern überfallen sowie Felder und Gehöfte niedergebrannt. Während man sich am kaiserlichen Hof offenbar gegen ein unmittelbares militärisches Einschreiten entschloss, handelten einige Einwohner Konstantinopels auf eigene Faust und versuchten die Bauarbeiten zu sabotieren. Kaiser Konstantin sandte derweil Briefe und Geschenke an Sultan Mehmed, um auf diese Weise die Einstellung der Arbeiten zu erwirken. Als dies nicht fruchtete, ließ der Kaiser kurzzeitig alle in Konstantinopel weilenden Türken festnehmen, wodurch sich die Lage aber nicht grundlegend änderte. Als Mehmed schließlich im Juni 1452 zwei Gesandte des byzantinischen Kaisers köpfen ließ, wurde dies am byzantinischen Hof als offizielle Kriegserklärung des Sultans an das Byzantinische Reich verstanden.
Nach Fertigstellung der Festung am 31. August 1452 zog Mehmed mit Truppen vor Konstantinopel, um die Stadt und ihre Wehranlagen für drei Tage zu inspizieren. Anschließend begab er sich zurück nach Adrianopel, um sich den weiteren Vorbereitungen der Belagerung zu widmen. Noch vor seiner Abreise hatte er die neu erbaute Festung dem Befehl von Firuz Bey unterstellt und mit einer Besatzung von 400 Mann sowie zunächst einer Reihe von Bronzekanonen versehen. Er erteilte den Befehl, dass jedes passierende Handelsschiff eine Gebühr zu zahlen habe, wer sich weigere, sei zu versenken. Diese Maßnahme sollte den osmanischen Herrschaftsanspruch unmittelbar vor den Toren der byzantinischen Hauptstadt unterstreichen. Allerdings wurde schnell klar, dass die Kanonen der Festung nicht so effektiv waren, wie gewünscht. So gelang es mehrfach italienischen Schiffen, die Meerenge zu durchqueren, ohne die geforderte Maut zu entrichten. Am 25. November 1452 konnte jedoch die osmanische Kontrolle über die Meerenge erstmals gewaltsam durchgesetzt werden. Drei aus dem Schwarzen Meer kommende venezianische Schiffe weigerten sich die Gebühr zu entrichten und wurden daraufhin aus den Festungen beschossen. Eine mit Getreide beladene Galeere unter dem Kommando von Antonio Erizzo erhielt einen Treffer durch ein steinernes Geschoss und sank. Die aufgegriffene Mannschaft wurde dem Sultan, der sich zu diesem Zeitpunkt in Dimotika aufhielt, vorgeführt und auf dessen Geheiß geköpft, der Kapitän hingegen gepfählt. Nach Aussage zeitgenössischer Quellen (beispielsweise Nicolò Barbaro) wurde dieser Vorfall in Venedig als Kriegserklärung durch den türkischen Sultan verstanden.

### Kanonen des Urban

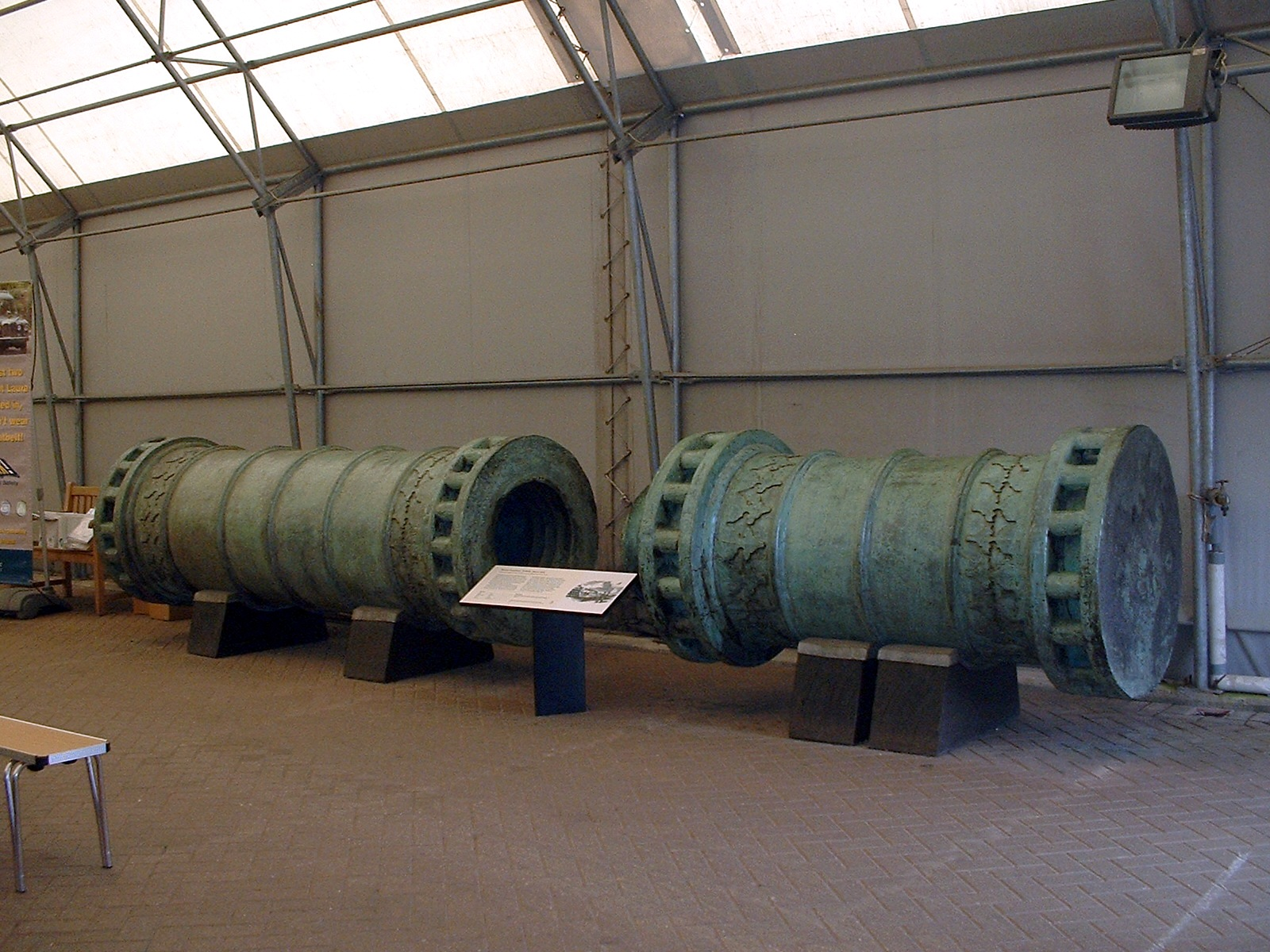
Zweiteiliges osmanisches Belagerungsgeschütz (sogenanntes Dardanellengeschütz) von 1464, vergleichbar den Kanonen des Urban

Bei der Belagerung Konstantinopels spielten die von einem gewissen Urban (oder: Orban) hergestellten Kanonen eine wichtige Rolle. Über den Christen Urban ist nur vergleichsweise wenig bekannt, er wird ausschließlich im Zusammenhang mit der Belagerung Konstantinopels erwähnt. Er stammte vermutlich aus Dakien, eine bis ins Mittelalter verwendete Bezeichnung für eine Region, die heute Teile des östlichen Ungarn, der Walachei und Transsylvanien umfasst. Er beherrschte die Herstellung von Bronzekanonen. Übereinstimmend berichten die Quellen, dass Urban sich bis 1452 am byzantinischen Hof aufhielt. Ob er dort bereits in Diensten Kaiser Konstantins stand oder ihm diese erst anbieten wollte, ist unklar. Jedenfalls scheint die kaiserliche Schatzkammer nicht in der Lage gewesen zu sein, Urban angemessen zu entlohnen. In jedem Fall kam Urban später an den Hof des Sultans, um dort seine Fähigkeiten als Techniker und seine Kenntnisse über die Verteidigungsanlagen der Stadt für den Angriff auf Konstantinopel anzubieten. Der an technischen Neuerungen interessierte und aufgeschlossene Sultan verpflichtete ihn zu einem sehr hohen Lohn. Dass Urban, wie teilweise vermutet wird, bereits im Sommer 1452 die Kanonen für die Zwillingsfestungen Anadolu Hisarı und Rumeli Hisarı am Bosporus herstellte, ist eher zu bezweifeln. Durchaus wahrscheinlich gehörte er jedoch zur Entourage des Sultans bei der mehrtägigen Inspektion der Stadt und erläuterte ihm dort bereits den Plan für den Bau mehrerer außerordentlich großer Kanonen zur Zerstörung der Landmauern. Übereinstimmend berichten die Quellen, dass Urban im Herbst 1452 in Edirne mit der Produktion mehrerer Kanonen für die bevorstehende Belagerung Konstantinopels begann.
Urban ließ in seiner Werkstatt insgesamt 69 Kanonen verschiedener Größe gießen, darunter mehrere für die damalige Zeit riesige Geschütze, die allerdings nicht erhalten geblieben sind. Die größte Kanone, deren Herstellungsprozess und Beschaffenheit Kritobulos von Imbros ausführlich beschreibt, wies vermutlich eine Rohrlänge von 6–8 m und einen Umfang von 1,80 m bis 2,40 m auf. Sie verschoss Steinkugeln mit einem Gewicht von vermutlich 550–600 kg, die zweitgrößte immerhin noch solche von etwa 360 kg. Die kleineren Kanonen verschossen wohl Kugeln von 90 kg bis 230 kg. Für die größte Kanone wurden zudem sechs Eisenkugeln gefertigt, die deren Durchschlagskraft noch einmal deutlich erhöhen sollten. Die Schussfrequenz der größten Kanone wird in christlichen Quellen mit 20 Minuten, in osmanischen Quellen mit ein bis zwei Stunden angegeben. Die Belagerten schätzten, dass die osmanischen Truppen täglich etwa 1000 Pfund Pulver verbrauchten. Die Aussagen der christlichen Chronisten sind jedoch mit Vorsicht zu betrachten, da sie die Kanonen nur aus der Ferne beobachten konnten und diese im Verlauf der Belagerung mehrfach im Schutz der Dunkelheit neu positioniert wurden.

### Byzantinische Hilferufe
Nach dem Bau von Rumeli Hisarı und der Hinrichtung seiner Gesandten war Kaiser Konstantin klar, dass es Krieg geben würde. Das Byzantinische Reich konnte diesen Krieg, genauer die Belagerung von Konstantinopel, unmöglich ohne fremde Hilfe gewinnen. So suchte Konstantin im Herbst 1452 mit allen Herrschern Kontakt, die möglicherweise Hilfe anbieten konnten. Kaiser Friedrich III. des Heiligen Römischen Reiches verfügte jedoch über keine finanziellen Mittel. England und Frankreich befanden sich noch in den letzten bewaffneten Auseinandersetzungen des Hundertjährigen Krieges, sodass ein solches Unternehmen für sie nicht denkbar war. Das Königreich Aragon unter Alfons V. hätte wohl helfen können, zog es aber vor, seine Truppen für die Verteidigung seiner eigenen Interessen in Italien einzusetzen. In Ungarn verhinderten innenpolitische Auseinandersetzungen eine Unterstützung und Serbien war osmanischer Vasall und nicht gewillt, diese Rolle zu verlassen. Im Osten standen das christliche Georgien und Trapezunt an ihren Grenzen selber unter enormem Druck und waren zu effektiver Hilfe nicht in der Lage. Die verbliebenen unabhängigen türkischen Beyliks in Kleinasien waren im Winter 1451/1452 das Ziel einer militärischen Unternehmung des jungen Sultans gewesen und waren zu neuen Aktionen nicht bereit. Das byzantinische Despotat Morea auf der Peloponnes wurde ab Oktober 1452 selbst durch eine osmanische Streitmacht unter Turahan Bey in Schach gehalten.
Die größten Hoffnungen setzte Konstantin auf Genua und Venedig, deren Interessen durch die Machtausbreitung der Osmanen ganz unmittelbar berührt waren, aber auch auf Papst Nikolaus V. Der Papst selbst verfügte nicht über ausreichend Mittel, um eine nennenswerte Hilfsflotte auszurüsten, versprach aber, entsprechend auf Venedig einzuwirken. Als Gegenleistung für seine Unterstützung forderte er allerdings nicht weniger als den Vollzug der 1439 vereinbarten Kirchenunion, was Konstantin notgedrungen zusagte. In den folgenden Monaten entspann sich jedoch eine diplomatische Auseinandersetzung zwischen dem Papst und Venedig, bei der es vordergründig um ausstehende Schulden für einige vom vorherigen Papst Eugen IV. im Jahre 1444 angemietete venezianische Galeeren ging. Der Aufstand von Stefano Porcari gegen den Papst in Rom im Frühjahr 1453 trug weiter zur Verzögerung bei. Schließlich einigte man sich in Venedig auf die Entsendung einer Flottille, die aber erst im Juni 1453, zwei Wochen nach dem Fall Konstantinopels, überhaupt in See stach. Papst Nikolaus, von den ständigen Verzögerungen entnervt, hatte seinerseits bereits im März 1453 drei genuesische Galeeren angemietet und sie, mit Nahrungsmitteln und Waffen beladen, auf den Weg geschickt. Die Republik Genua, die in ihrer Politik eher die Kooperation mit dem Osmanischen Reich suchte, übte sich in Zurückhaltung. Man bot alle Unterstützung bei den weiteren diplomatischen Bemühungen an, sei auch bereit, eine Galeere mit Hilfsgütern zu entsenden, wolle sich aber nicht mit eigenen Truppen an der Verteidigung der Stadt beteiligen. Immerhin stellte es die Republik ihren Bürgern frei, auf eigene Kosten den Byzantinern beizustehen.

### Organisation der Stadtverteidigung
Der Genuese Giovanni Giustiniani Longo nutzte die Erlaubnis seiner Heimatstadt und traf am 29. Januar 1453 mit 700 gutbewaffneten Männern aus Genua, Chios und Rhodos in der bedrohten Stadt ein. Bei seiner Ankunft wurde er überschwänglich begrüßt, der Kaiser übertrug ihm das Kommando über die Landmauern und versprach, ihm nach dem Sieg die Insel Limnos als Lehen zu übergeben. Ebenso verpflichteten sich die Kapitäne zweier auf der Rückfahrt in Konstantinopel haltmachender venezianischer Galeeren, Gabriele Trevisano und Alviso Diedo, in der Stadt zu bleiben und die Verteidiger zu unterstützen. Die bereits in der Stadt lebenden Lateiner waren uneins, ob sie bleiben sollten. In der Nacht des 27. Februar verließen sieben Galeeren mit etwa 700 Italienern Konstantinopel. Viele andere Venezianer und Genueser, auch Bürger aus der benachbarten Genueser Siedlung Pera, entschlossen sich hingegen, bei der Verteidigung der Stadt zu helfen. Darunter waren viele Angehörige vornehmer Familien wie der venezianischen Corner, Mocenigo, Contarini und Venier, die Genueser Maurizio Cattaneo, Geronimo und Leonardo di Langasco und die drei Brüder Bocchiardo, die aus eigenen Mitteln kleine Truppenkontingente anwarben. Auch die in der Stadt ansässige kleine katalanische Niederlassung erklärte sich unter ihrem Konsul Péré Julia bereit zu bleiben. Der in Konstantinopel lebende osmanische Thronprätendent Orhan – ein Enkel des 1409 getöteten Sultanssohnes Suleiman, der im Osmanischen Interregnum erfolglos um den Thron gekämpft hatte – schloss sich den Verteidigern ebenfalls an, da Mehmed ihn im Falle eines Sieges in jedem Fall töten lassen würde.
Eine Zählung des byzantinischen Geschichtsschreibers und kaiserlichen Sekretärs Georgios Sphrantzes kam im März 1453 auf 4973 waffenfähige Griechen und knapp 2000 Ausländer, die für die Verteidigung zur Verfügung standen. Diese geringe Zahl an Verteidigern war ein Schock für den Kaiser, und er ordnete an, sie geheim zu halten. In den folgenden Wochen wurden alle Matrosen der in der Stadt liegenden Schiffe zum Militärdienst verpflichtet. Zusätzlich ließ der Kaiser die verfügbaren Edelmetalle einschmelzen und sowohl für den Ankauf aller irgendwie verfügbaren Truppen als auch für die Reparatur der Mauerwerke verwenden. Durch diese Maßnahmen stieg die Zahl der Verteidiger schließlich auf etwa 6000 Griechen und 3000 Ausländer.

### Aufmarsch der osmanischen Armee
Während man in Konstantinopel versuchte, mit den vorhandenen Mitteln und wenigen Truppen ein Höchstmaß an Verteidigungsbereitschaft aufzubauen, vollzog sich der Aufmarsch der osmanischen Armee in aller Planmäßigkeit. Bereits im Februar 1453 rückten erste osmanische Verbände in das weitere Umland der Stadt vor, und es kam zu ständigen Scharmützeln mit den wenigen byzantinischen Soldaten. Eine Reihe von kleineren byzantinischen Siedlungen am Marmarameer und am Schwarzen Meer (Mesembria, Anchialios, Bizye) fielen in osmanische Hände, lediglich Selymbria und Epibatos widerstanden diesen ersten handstreichartigen Attacken. Die Vorauskommandos hatten unter anderem die Aufgabe, die Straße von Edirne nach Konstantinopel für den Transport der Belagerungskanonen vorzubereiten und die die Stadt umgebenden Hügel von Bäumen, Buschwerk und Weingärten für ein freies Sichtfeld zu befreien. Der Abtransport der Kanonen selbst begann ebenfalls bereits im Februar, allein das „Konstantinopel-Geschütz“ musste dabei von 60 Ochsen und 200 Männern bewegt werden. Ab diesem Zeitpunkt war eine Versorgung und Kommunikation der in der Stadt Ansässigen mit der Außenwelt nur noch über den Seeweg möglich. Die im Verlauf des März aus Anatolien nach und nach eintreffenden Truppen konnten ungehindert und durch die Festungen Anadolu und Rumeli Hisarı geschützt den Bosporus überqueren. Gleichzeitig versammelten sich die aus dem europäischen Teil des Osmanischen Reichs kommenden Truppen, unter ihnen auch ein serbisches Kontingent von 1500 Reitern. Ende März stach die in Gelibolu stationierte osmanische Flotte in See. Am 23. März verließ Sultan Mehmed mit seinem Gefolge Edirne. Er traf am Ostermontag, dem 2. April 1453, vor Konstantinopel ein. Von einigen noch aus dem Schwarzen Meer kommenden Schiffen abgesehen war bis zum 5. April die gesamte osmanische Armee versammelt und nahm am folgenden Tag schließlich die geplanten Ausgangsstellungen vor Konstantinopel ein.

## Militärische Ausgangslage

### Byzantinisches Reich

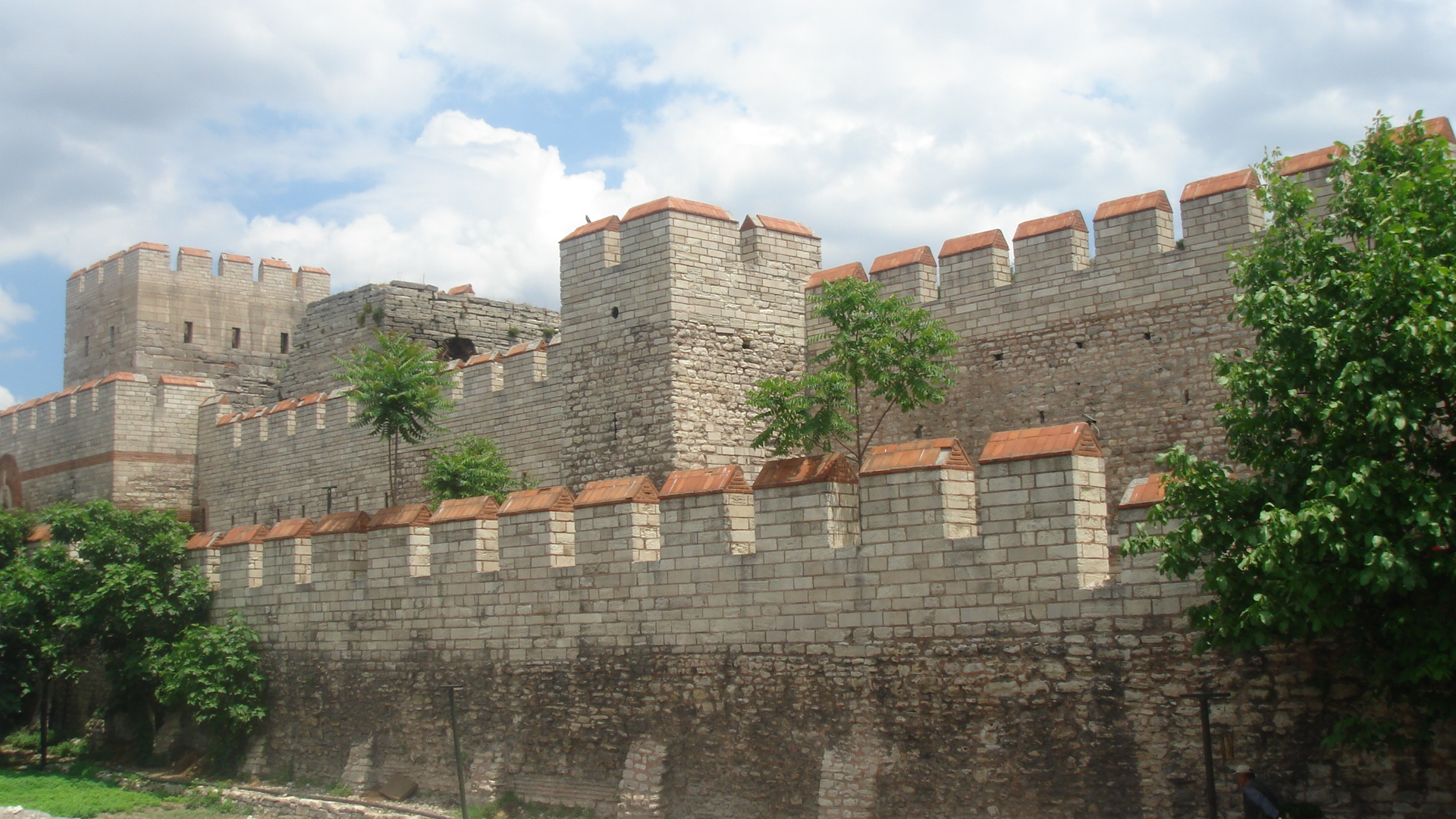
Restaurierter Abschnitt der Theodosianischen Mauer am Bürgertor nach Pegai (heute Selymbria-Tor)

Konstantinopel besaß etwa 21 km Stadtmauern und war damit wahrscheinlich eine der am besten befestigten Städte ihrer Zeit. Während etwa die Teile entlang des Goldenen Horns (mit einer Länge von 6,5 km) bzw. des Marmarameers (9 km) aus einer einfachen Mauer bestanden, wurde die Landseite auf etwa 5,5 km Länge von der Theodosianischen Mauer geschützt. Sie bestand aus einem etwa 20 Meter breiten Graben mit drei aufeinanderfolgenden Mauern, zwischen denen jeweils ein Laufgang lag. Entlang der zweiten und dritten Mauer standen – zueinander versetzt – alle 50 bis 100 Meter Verteidigungstürme. Lediglich im nördlichsten Abschnitt der Landmauer, am Blachernai-Viertel, wurde die Landseite von einer einfachen Mauer geschützt. Die zwischen 7000 und 10.000 Verteidiger der Stadt waren allerdings zu wenige, um dieses umfangreiche Mauerwerk vollständig zu bemannen. Entlang der Theodosianischen Mauer wurde daher nur die vordere Linie besetzt, um gegebenenfalls ein Zurückweichen auf die beiden rückwärtigen Mauern zu ermöglichen. Die kampfstärksten Truppen, die byzantinische Armee sowie die von den Italienern gestellten Truppen, standen an der Landmauer dem Gros der osmanischen Truppen gegenüber. Der Genuese Giovanni Giustiniani Longo hatte bei seiner Ankunft das Feldkommando zur Verteidigung dieses wichtigsten Mauerabschnitts vom Kaiser übertragen bekommen und sich unverzüglich um die notwendigen Vorbereitungen bemüht. Die vorgelagerten Gräben waren ausgeräumt, mit Wasser geflutet und Schäden an den Mauern, soweit möglich, behoben worden. Zur Abwehr der osmanischen Kanonengeschosse ließ man lange, mit Stroh gefüllte Stoffbahnen anfertigen, die an den Mauern aufgehängt wurden und die Wucht einschlagender Geschosse dämpfen sollten. Die Griechen verfügten ihrerseits über eine Reihe von Kanonen und Steinschleudermaschinen zur Verteidigung. Insbesondere die Kanonen (die allesamt von erheblich kleinerem Kaliber als die der osmanischen Belagerer waren) erwiesen sich aber als wenig nützlich, da nur wenig Salpeter für deren Einsatz zur Verfügung stand und selbst die kleineren Kanonen durch die Erschütterung beim Abfeuern das Mauerwerk der Stadt zu beschädigen drohten.
Die Seemauern zum Marmarameer waren hingegen nur dünn und mit weniger kampfkräftigen Einheiten besetzt. An der Einfahrt zum Goldenen Horn stand Kardinal Isidoros mit 200 Mann, es folgten Richtung Westen Péré Julia und seine katalanischen Männer, der türkische Thronprätendent Orhan mit seinem Gefolge und schließlich orthodoxe Mönche aus den Klöstern der Stadt. Ein Angriff entlang dieser Seeseite erschien unwahrscheinlich, und die hier stationierten Truppen sollten vor allem abschrecken und beobachten.
Die Seeleute unter dem Kommando des venezianischen Kapitäns Gabriele Trevisano wachten über die Seemauer am Goldenen Horn, wohl auch, um nötigenfalls die Flotte der Verteidiger schnell verstärken zu können. Die insgesamt 26 Galeeren (zehn byzantinische, je fünf genuesische und venezianische, drei kretische und jeweils ein Schiff aus Ancona, Katalonien und der Provence) der Verteidiger wurden vom ebenfalls venezianischen Kapitän Alviso Diedo befehligt. Zahlenmäßig war diese Flotte der osmanischen zwar deutlich unterlegen, allerdings waren die Galeeren der Verteidiger technisch weiterentwickelt und in einem Seegefecht durch ihre höhere Wandung im Vorteil. Die Hauptaufgabe der Flotte bestand darin, die Osmanen von einem Angriff zur See durch das Goldene Horn abzuhalten und möglicherweise eintreffenden Verstärkungen Geleit zu geben. Als zusätzliche Sicherung lag eine eiserne Sperrkette bereit, die zur benachbarten Genueser Kolonie Pera (das heutige Galata-Viertel im Istanbuler Stadtteil Beyoğlu) gespannt werden konnte und den Zugang ins Goldene Horn verhindern würde.
Angesichts der zahlenmäßigen Unterlegenheit lag die einzige Hoffnung der Byzantiner auf einer möglichen Unterstützung von außen. Durch ein möglichst langes Standhalten gegen die Belagerung, so die Hoffnung, werde sich eine Entsatzarmee auf den Weg machen oder eine benachbarte Macht die Gunst der Stunde für einen Angriff auf das osmanische Territorium nutzen. Die Bedingungen für eine Versorgung der Bevölkerung schienen hierfür sogar günstig. Vor der Belagerung hatte man so viele Nahrungsvorräte wie möglich in die Stadt schaffen lassen; zudem verfügte das in Bezug auf die Einwohnerzahl stark geschrumpfte Konstantinopel mittlerweile über viele freie Flächen innerhalb der Mauern, auf denen ohnehin Feldfrüchte angebaut und Vieh gehalten wurde.

### Osmanisches Reich

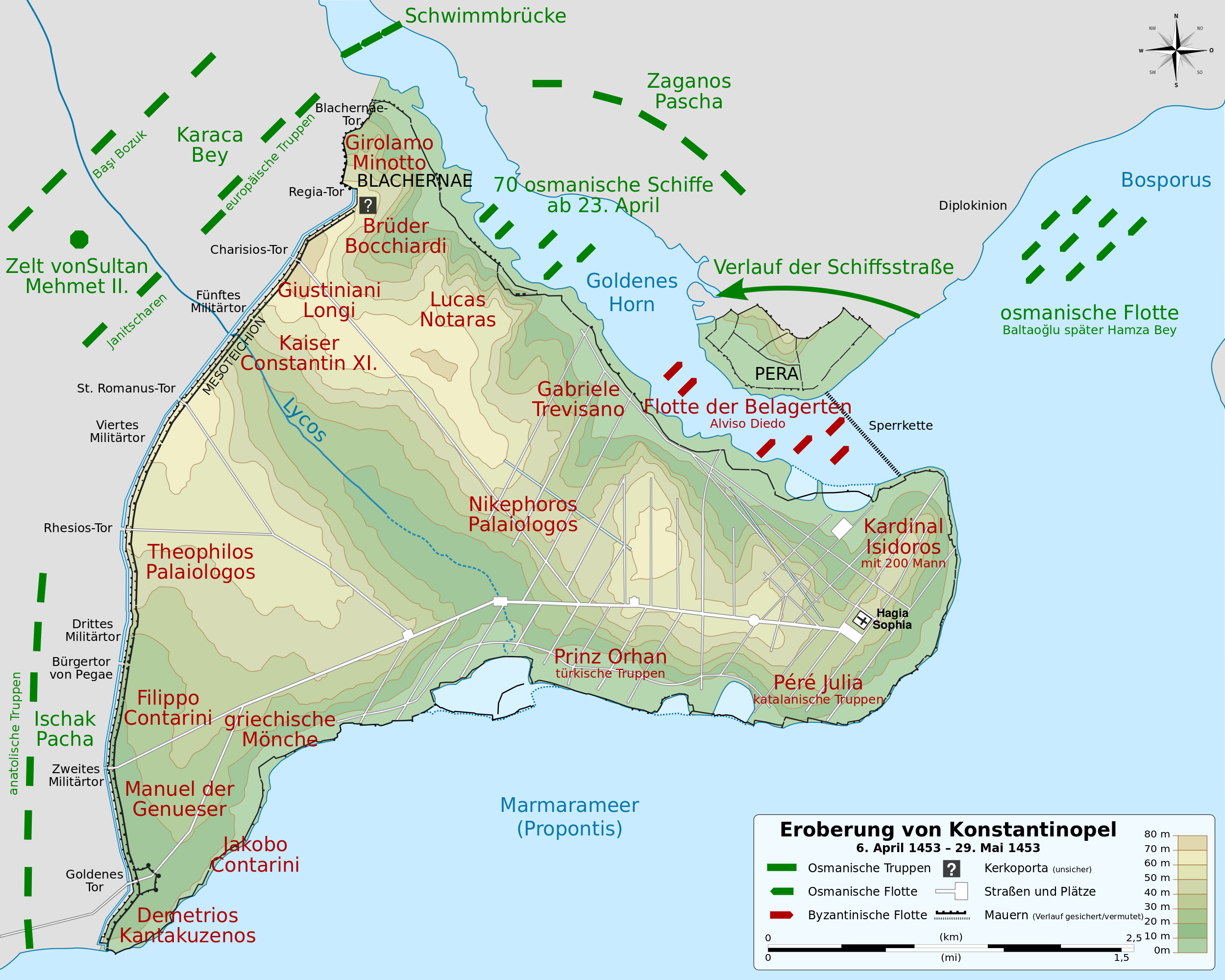
Karte der Belagerung von Konstantinopel

Die osmanische Armee vor Konstantinopel umfasste je nach Quelle und Untersuchung zwischen 50.000 und 400.000 Mann. Da die zeitgenössischen griechischen und lateinischen Chronisten zu Übertreibungen neigten, darf letztere Zahl als weit überhöht angesehen werden. Türkische Quellen selbst sprechen von etwa 80.000 Mann kämpfender Truppe, was auch in der modernen Forschung als realistische Angabe betrachtet wird. Das osmanische Heer umfasste vorwiegend Kavallerie (vermutlich 30.000–40.000 Mann), die bei der Belagerung zu Fuß kämpfte. Hinzu kam türkische Infanterie, die zum Großteil aus Başı Bozuk und einem etwa 12.000 Mann starken Kontingent Janitscharen bestand, darüber hinaus christliche Truppen aus den europäischen Gebieten des Osmanischen Reiches (Rumelien), die wohl ebenfalls einige tausend Mann umfassten. Das Kernstück für die Belagerung Konstantinopels bildete die Topçu, die osmanische Artillerietruppe, die 69 Kanonen verschiedenster Größe mit sich führte. Die Menge und die zentrale Rolle, die diese Waffengattung bei der Belagerung der Stadt spielte, war für die damalige Zeit ungewöhnlich und neuartig.
Zu der kämpfenden Truppe kam ein in seiner Größe kaum zu schätzender Tross (viele Arbeiter, aber auch Händler, Ärzte, Wäscherinnen etc.) hinzu, die für Schanzarbeiten, den Aufbau der Belagerungsmaschinen (neben den Kanonen kamen auch klassische Waffen wie die Blide zum Einsatz) und allgemeine Logistik gebraucht wurden. Unter den Arbeitern befand sich auch ein Kontingent serbischer Mineure, die durch Tunnelgrabungen und unterirdische Sprengungen die Mauern Konstantinopels zum Einsturz bringen sollten. Die osmanische Flotte umfasste etwa 100 bis 200 Schiffe, die aber neben etwa 30 größeren Schiffen (Trieren, Dieren und Rudergaleeren) vor allem aus kleineren Fustae und Transportschiffen bestand.
Mehmed II. plante, den Hauptangriff entlang der Theodosianischen Mauer zu führen. Um anderen Mächten (den italienischen Städten, Ungarn, türkischen Beyliks etc.) keine Möglichkeit zur Ausnutzung der Situation zu geben, wollte Mehmed keine langwierige Belagerung riskieren, sondern die Entscheidung durch den massiven Einsatz der Topçu erzwingen, die eine Bresche in die als unüberwindlich geltenden Mauern der Stadt schlagen sollten. Den zahlenmäßig weit überlegenen osmanischen Truppen würde so der Zugang zur Stadt ermöglicht und langwierige, verlustreiche Angriffe gegen die mächtigen Mauern vermieden werden. Den rechten Flügel seiner Hauptstreitkräfte bildeten im Wesentlichen anatolische Truppen unter dem Befehl von İshak Paşa. Der linke Flügel unter Karaca Bey bestand überwiegend aus rumelischen Truppen sowie Verbänden der europäischen Vasallen. Das Zentrum bildeten die Janitscharen und wurde von Mehmed selbst befehligt.
Um die benachbarte Genueser Siedlung Pera in Schach zu halten und eine mögliche Versorgung der Verteidiger über Land zu verhindern, sollte eine kleinere Landstreitmacht unter dem Befehl von Zaganos Pascha das Territorium hinter dem Goldenen Horn besetzen. Die zunächst von Süleyman Baltaoğlu befehligte große, aber technisch unterlegene Flotte sollte die Stadt von der Seeseite her abriegeln. Als ständige Bedrohung würde sie Truppen der Verteidiger am Goldenen Horn binden. Noch wichtiger war allerdings die Aufgabe der Flotte, jeden Versuch, die Stadt über See mit Nachschub oder einem Entsatzheer zu erreichen, zu unterbinden.

## Verlauf der Belagerung

### Beginn (6. bis 11. April 1453)
Die ersten Tage der Belagerung waren noch nicht von größeren Kampfhandlungen geprägt. Sultan Mehmed sandte gemäß dem islamischen Recht eine ultimative Aufforderung an Kaiser Konstantin, die Stadt kampflos (ṣulḥan) zu übergeben, die erwartungsgemäß abgelehnt wurde. Die osmanischen Truppen widmeten sich in den ersten Tagen überwiegend Schanzarbeiten, insbesondere die größeren Geschütze musste man zunächst in Fundamente einlassen, da der Untergrund zu weich war, um ihrem Rückstoß standzuhalten. Die Kanonen wurden in insgesamt 14 oder 15 Batterien aufgeteilt und entlang der Landmauer in Stellung gebracht. Die kleineren osmanischen Geschütze, die wesentlich schneller in Betrieb genommen werden konnten, nahmen bereits im Tagesverlauf des 6. April den Beschuss der Stadt auf. Ein schwacher Mauerabschnitt im Bereich des Charisios-Tores (siehe Tore der Theodosianischen Mauer) war bereits am Abend schwer beschädigt und sollte am 7. April unter dem erneuten Beschuss zusammenbrechen. Den Verteidigern gelang es allerdings schnell, die Lücke mit Geröll provisorisch zu schließen.
Damit solche Breschen zukünftig schnell besetzt werden konnten, begannen die Arbeiter des Belagerungsheeres damit, den der Landmauer vorgelagerten Graben zuzuschütten. Um die verschiedenen Teile der osmanischen Armee besser miteinander zu verbinden, wurde zudem eine Heerstraße vom Hauptlager der osmanischen Armee vor der Landmauer, am Goldenen Horn vorbei zu Zağanos Paşas Truppen und von dort an der neutralen Genueser Siedlung Pera entlang bis zum Hauptstützpunkt der Flotte am Bosporus angelegt. Die Mineure erhielten Anweisung, geeignete Stellen für eine Untertunnelung der Mauern auszumachen und mit den Grabungsarbeiten zu beginnen. Ebenfalls am ersten Tag der Belagerung ließ Mehmed zwei kleinere byzantinische Burgen im Umland der Stadt angreifen. Die kleinere, nahe dem Dorf Studios an der Küste des Marmarameeres gelegene ergab sich binnen weniger Stunden. Die größere bei Therapia (heutiger Stadtteil Tarabya) leistete zwei Tage lang Widerstand. Alle hierbei gemachten Gefangenen (36 in Studios und 40 in Therapia) wurden in den folgenden Tagen in Sichtweite der Stadt gepfählt.
Die osmanische Flotte hatte ihr Hauptquartier beim sogenannten Kai der Doppelsäulen (Diplokinion, heute steht dort der Dolmabahçe-Palast) aufgeschlagen. Ein erster sondierender Angriff auf das Goldene Horn am 9. April – über den aber nichts weiter bekannt ist – scheint schnell abgeschlagen worden zu sein. Da die osmanische Flotte noch auf einige mit größeren Kanonen bestückte Nachzügler aus dem Schwarzen Meer wartete, entschied Admiral Süleyman Baltaoğlu die Zeit zu nutzen, um die noch unter byzantinischer Kontrolle stehenden Prinzeninseln im Marmarameer zu besetzen. Hierbei weigerten sich lediglich die Mönche des Klosters St. Georg auf der Insel Prinkipos (heute: Büyükada), sich zu ergeben und verschanzten sich in einem befestigten Turm ihres Klosters. Schließlich ließ Baltaoğlu ein Feuer am Turm entfachen, um die Verteidiger herauszutreiben. Diese verbrannten oder wurden vor dem Turm getötet; die Inselbevölkerung wurde anschließend als Strafe für diesen Akt des Widerstands in die Sklaverei verkauft.
Den Verteidigern Konstantinopels blieb zunächst nicht viel anderes als Warten übrig. An einen bewaffneten Ausfall war angesichts der zahlenmäßigen osmanischen Überlegenheit nicht zu denken. Die zum Schutz vor Beschuss an die Mauern gespannten Stoffballen stellten sich schnell als weitgehend wirkungslos heraus. Nachdem am 7. April der erste Mauerabschnitt unter dem Beschuss einbrach, nutzten die Verteidiger die Nächte, um Schäden an den Mauern auszubessern und Lücken mit Geröll notdürftig aufzufüllen.

### Erste Gefechte (12. bis 19. April 1453)

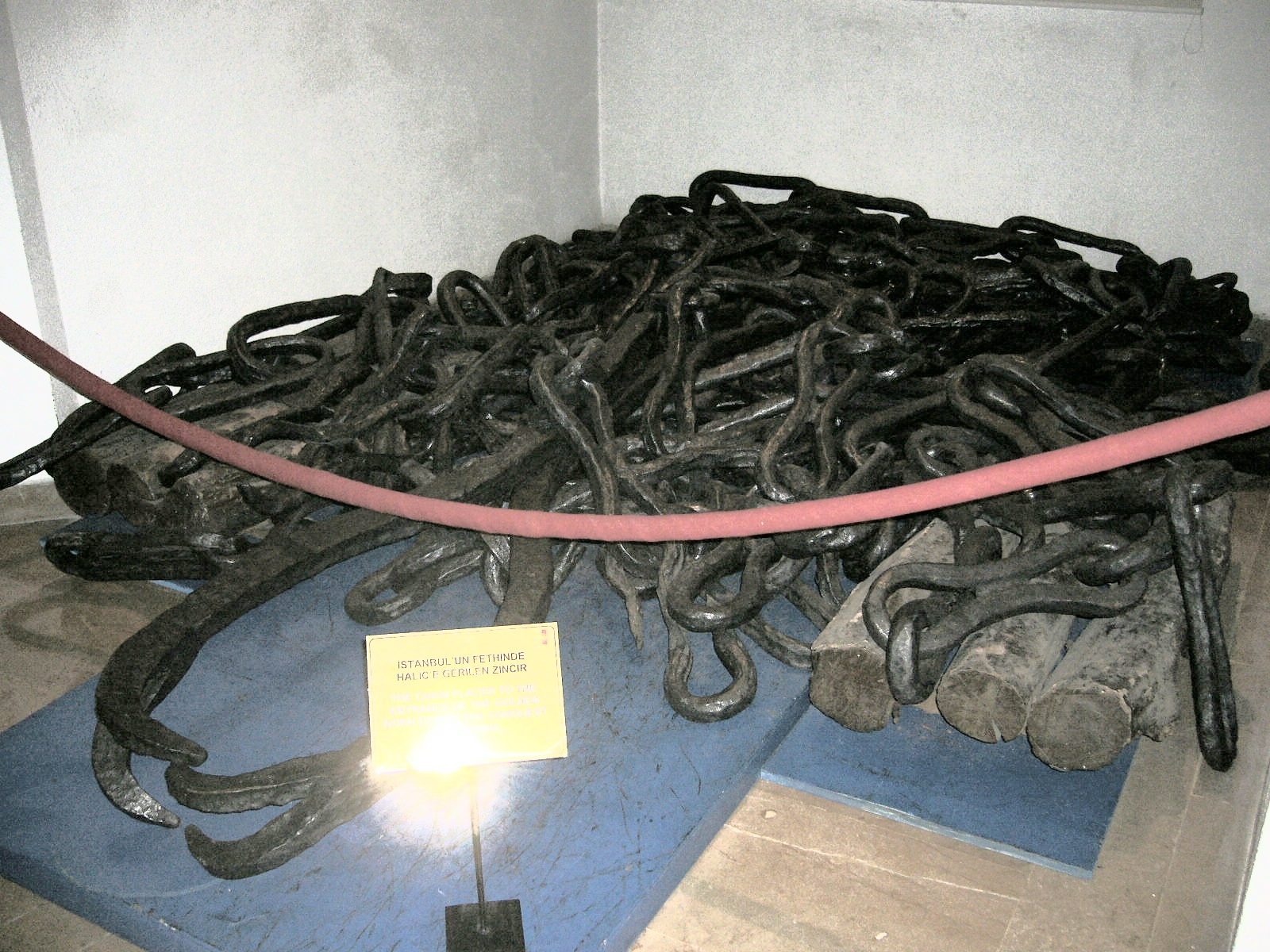
Die von den Verteidigern genutzte Sperrkette wird heute im militärgeschichtlichen Museum Askerî Müze ausgestellt.

Am 12. April trafen schließlich die letzten Schiffe der osmanischen Flotte aus dem Schwarzen Meer ein, und Baltaoğlu ließ unverzüglich einen Großangriff auf die die Sperrkette bewachenden Galeeren am Goldenen Horn starten. In der folgenden Schlacht zeigte sich das volle Ausmaß der seefahrerischen Überlegenheit der Verteidiger. Obwohl die Angreifer alle verfügbaren Waffen (Kanonen, Pfeile, Brandbomben) einsetzten und sich in großer Zahl anschickten, die Galeeren mit Hilfe von Leitern und Seilen zu entern, wurden die Angriffe ein ums andere Male abgeschlagen. Die hochwandigen Galeeren erwiesen sich als uneinnehmbare Festungen, von denen aus die Decks der viel niedriger gebauten osmanischen Schiffe sehr effektiv mit Geschossen und Steinen eingedeckt werden konnten. Die erfahrenen Seeleute und Steuermänner der Verteidiger taten ihr Übriges, um die osmanische Flotte schnell ins Hintertreffen geraten zu lassen. Als sich die Verteidiger schließlich zu einem Gegenangriff formierten und die osmanischen Schiffe einzukreisen drohten, blieb Baltaoğlu nur der Rückzug. Für diesen Tag geschlagen fand sich seine Flotte schließlich wieder an ihrem Ankerplatz beim Kai der Doppelsäulen ein.
Sultan Mehmed, zutiefst enttäuscht vom Verlauf der Seeschlacht, wies seine Geschützgießereien an, unverzüglich Kanonen mit einem höheren Schusswinkel anzufertigen, so dass die Galeeren oberhalb der Wandung getroffen werden konnten. Eine dieser neuen Kanonen wurde nur wenige Tage später an der Landspitze von Galata aufgestellt und nahm die vor der Sperrkette kreuzenden Schiffe der Verteidiger unter Beschuss. Bereits mit dem zweiten Schuss gelang ein Volltreffer mittschiffs, der eine der Galeeren versenkte und etliche Seemänner das Leben kostete. Die Verteidiger sahen sich daraufhin gezwungen, sich endgültig hinter die Sperrkette zurückzuziehen. Auf der Seeseite war somit zunächst ein Patt eingetreten, bei dem beide Seiten vor einem erneuten Angriff zurückschreckten.
Auch entlang der Landmauer kam es zu ersten heftigen Gefechten. Am 12. April waren schließlich alle Kanonen der Belagerer einsatzbereit, darunter auch das gigantische „Konstantinopel-Geschütz“. Auch wenn es lediglich sieben Schuss am Tag abgeben konnte, waren die Verwüstungen, die die vermutlich über 500 kg wiegenden Geschosse anrichteten, fürchterlich. Von da ab stand die Stadt unter einem unablässigen Beschuss, der die Mauern der Stadt in nur wenigen Tagen an einer Vielzahl von Stellen zum Einsturz brachte. Die Verteidiger mühten sich Nacht um Nacht, die entstandenen Breschen mit Geröll und Schutt aufzufüllen. Giustiniani Longi ließ zudem auf den Trümmern hölzerne Spieße und Palisaden errichten, die den zu erwartenden Sturmangriff abwehren helfen sollten. Der vorgelagerte Graben war mittlerweile weitestgehend zugeschüttet.
Am 18. April, nach fast einer Woche dauernden Beschusses, beschloss Mehmed, dass die Zeit für einen ersten Sturmangriff gekommen sei. Etwa zwei Stunden nach Sonnenuntergang gingen Speerwerfer, schwer gepanzerte Fußsoldaten und Teile der Janitscharen auf der Höhe des Mesoteichions (Μεσοτείχιον, „Mittlere Mauer“, dort senkten sich die Mauern in das Tal des Flüsschens Lykos ab, der unter den Mauern hindurch bis ins Marmarameer floss) gegen die Stadt vor. Kaiser Konstantin, der einen wesentlich breiteren Angriff erwartete, eilte zu den anderen Mauerabschnitten, um die dortigen Verteidiger in Bereitschaft zu versetzen – unnötigerweise, wie sich erweisen sollte. Giustiniani Longi koordinierte vor Ort die Verteidiger und bestätigte dabei seinen Ruf als kompetenter Militär. Alle osmanischen Angriffe konnten ein ums andere Mal abgeschlagen werden, griechische und ausländische Soldaten ließen alle Rivalitäten beiseite und arbeiteten reibungslos zusammen. Den Verteidigern kam zugute, dass die Angreifer nur auf geringer Breite vorgingen, ihre zahlenmäßige Überlegenheit damit nicht stark ins Gewicht fiel. Nach vier Stunden ohne greifbare Ergebnisse ließ Mehmed den Angriff abbrechen. Laut dem Venezianer Nicolò Barbaro blieben etwa zweihundert osmanische Soldaten tot zurück, während die Verteidiger zwar viele Verletzte, aber keinen einzigen Gefallenen zu beklagen hatten.
Der erste Sturmangriff war damit überaus erfolgreich abgeschlagen worden. Zusammen mit der schweren Niederlage, die man der osmanischen Flotte beigefügt hatte, waren viele Verteidiger frohen Mutes. Man glaubte, so lange durchhalten zu können, bis ein Entsatzheer der einen oder anderen Macht eintreffen würde.

### Kampf um das Goldene Horn (20. bis 28. April 1453)
Am Freitag, dem 20. April 1453, trafen schließlich die drei vom Papst angemieteten genuesischen Galeeren, begleitet von einem byzantinischen Lastschiff, im Marmarameer ein. Die Genueser waren von einem Sturm in Chios aufgehalten worden und hatten ihre Reise erst am 15. April von dort nach Konstantinopel fortsetzen können. Das Lastschiff wiederum war von den byzantinischen Botschaftern in Sizilien organisiert worden und mit Getreide für die belagerte Stadt beladen. Die Schiffe wurden von osmanischen Spähern frühzeitig ausgemacht und Sultan Mehmed ließ Baltaoğlu ausrichten, er habe die christlichen Schiffe unter allen Umständen aufzuhalten oder brauche andernfalls nicht lebend zurückzukehren. Baltaoğlu ließ alle Ruderschiffe der osmanischen Flotte bereitmachen und auslaufen; die ausschließlich mit Segeln ausgerüsteten Schiffe ließ er wegen des starken Südwinds zurück. Die beiden Flotten trafen am frühen Nachmittag des Tages vor der Südostspitze von Konstantinopel aufeinander, es entbrannte ein heftiges Seegefecht. Sultan Mehmed beobachtete das Seegefecht vom Ufer des Bosporus bei Pera; in Konstantinopel drängten sich die Einwohner ihrerseits auf den Hügeln der Stadt, um das Geschehen zu verfolgen. Etwa eine Stunde später setzten die christlichen Schiffe ihre Fahrt fort, ohne dass es den Angreifern gelang, sie aufzuhalten. Eben als sie um die Landspitze in das Goldene Horn einbiegen wollten, flaute der Wind ab und die Galeeren trieben, von der Strömung gezogen, langsam auf Pera zu. Baltaoğlu erkannte seine Chance und trieb seine Matrosen zu immer neuen Enterattacken an. Insbesondere das byzantinische Schiff geriet dabei immer stärker in Bedrängnis, und bald gingen den Seeleuten an Bord die Geschosse aus. Die Genueser erkannten die Situation und ließen ihre Schiffe längsseits der kaiserlichen Galeere festmachen. Der Kampf dauerte den ganzen restlichen Abend an und erst als bei Sonnenuntergang der Wind erneut auffrischte, gelang es den christlichen Schiffen, sich aus der Umklammerung zu lösen und in das Goldene Horn einzulaufen.
Insgesamt hatten die Osmanen etwa einhundert Gefallene und über dreihundert Verwundete zu beklagen. Auf den christlichen Galeeren waren 23 Seeleute gefallen und über die Hälfte der Besatzungen hatte Verwundungen erlitten. In der Stadt weckte dieser Erfolg große Hoffnungen auf weitere Verstärkungen aus dem Westen. Diese sollten sich in den nächsten Wochen allerdings nicht erfüllen. Sultan Mehmed war außer sich vor Wut und befürchtete wohl, dass diese Niederlage seine noch wenig gefestigte Autorität bei den Truppen untergraben könnte. Er ließ Baltaoğlu am nächsten Tag zu sich zitieren, bezeichnete ihn als Verräter und befahl seine Enthauptung. Lediglich die Fürsprache von Baltaoğlus Offizieren bewahrte ihn vor diesem Schicksal. Trotzdem wurde er vom Oberbefehl der Flotte entbunden, aller Ämter enthoben, sein gesamter Besitz konfisziert und an die Janitscharen verteilt. Zu seinem Nachfolger wurde mit Hamza Bey ein enger Vertrauter des Sultans.
Bereits vor der Seeschlacht am 20. April hatte Sultan Mehmed darüber nachgedacht, wie er das Goldene Horn unter seine Kontrolle bringen, und damit die Flotte der Verteidiger unschädlich machen könnte. Angeregt durch das Unternehmen der Venezianer, die 1439 einige Galeeren und mehrere Boote vom Etschtal über die Berge zum Gardasee transportiert hatten (Galeas per montes), beschloss er ein ähnliches Vorgehen. Hierzu hatte er die angelegte Heerstraße zu einer Schiffstransportstraße ausbauen und Tragewiegen anfertigen lassen. Die Arbeiten hieran wurden intensiviert und im Verlauf des 22. April wurde etwa die Hälfte der osmanischen Flotte aus dem Bosporus über den Hügel hinter Pera (in etwa an der Stelle des heutigen Taksim-Platz) gezogen. Beim sogenannten Tal der Quellen, dem heutigen Stadtteil Kasımpaşa, wurden die Schiffe im Goldenen Horn wieder gewassert. Der Janitschare Konstantin aus Ostrovitza beschreibt in seinen Memoiren eines Janitscharen diese Schiffsrutsche:

„[…] führte der Sultan die Schiffe auf sehr eigentümliche Weise und mit großem Aufwand herbei, worüber die ganze Stadt und das Heer in Verwirrung gerieten. Und zwar tat er das folgendermaßen: Bergaufwärts wurde ein Graben angelegt, der mit Balken ausgeschlagen und dick mit Fett eingeschmiert war; darüber hinaus wurden für jedes Schiff richtige Segel hergestellt. Als man die Windsegel hochgezogen hatte, glitten alle 30 Schiffe eins nach dem anderen wie über Wasser hinweg, bei Fahnenschwingen und Trommelwirbel, die Kanonen feuerten.“

Während der Überführung schossen die hinter Pera aufgestellten osmanischen Kanonen unablässig ins Goldene Horn um einen möglichen Seeangriff abzuwehren. Den Verteidigern blieb zunächst nichts anderes übrig, als das erstaunliche Schauspiel der Schiffsprozession zu beobachten. Kaiser Konstantin, Giustiniani Longi und die venezianischen Kapitäne kamen schließlich überein, in der Nacht des 24. April einen Überraschungsangriff zu starten und die osmanischen Schiffe an ihrem Ankerplatz im Tal der Quellen niederzubrennen. Die in Konstantinopel befindlichen Genueser wurden nicht eingeweiht, weil man befürchtete, dass dann auch die Bewohner der genuesischen Siedlung Pera von dem Angriff erfahren würden und man dort mit Agenten des Sultans rechnete. Die Genueser in Konstantinopel erfuhren aber doch noch von dem Vorhaben und bestanden darauf, daran beteiligt zu werden, was schließlich zu einer Verschiebung des Angriffs auf den 28. April führte.
Der Angriff zwei Stunden vor Morgengrauen des 28. April geriet zu einem Desaster, da die Osmanen anscheinend tatsächlich von dem Vorhaben erfahren hatten. Sobald die mit Brennmaterial beladene kleine Flotte der Verteidiger (zwei Lastschiffe, zwei Galeeren und drei Fustae) nahe genug war, begannen osmanische Kanonen, sie zu beschießen. Auf See wurde nur kurz gekämpft, dann zogen sich die christlichen Schiffe hastig zurück. Lediglich ein osmanisches Schiff konnte in Brand gesetzt werden, hingegen ging eine venezianische Galeere sowie eine Fusta im Feuer der Kanonen verloren. Etwa neunzig Seeleute hatten ihr Leben gelassen, vierzig davon waren auf der osmanisch besetzten Seite des Goldenen Horns an Land geschwommen und wurden am folgenden Tag in Sichtweite der Stadt hingerichtet. Die Verteidiger ließen als Reaktion hierauf ebenfalls 260 gefangene osmanische Soldaten auf den Mauern hinrichten. Aber dies konnte nicht verschleiern, dass die Belagerer das Goldene Horn nun dominierten und einen wichtigen taktischen Sieg errungen hatten: Die Verteidiger konnten nun die Häfen der Stadt im Goldenen Horn nicht mehr mit ihren Schiffen verlassen und waren zudem gezwungen, weitere Truppen von der Landmauer abzuziehen, um nun auch diesen Mauerabschnitt zu bemannen. Sultan Mehmed nutzte die Situation und ließ am nördlichen Ende des Goldenen Horns eine Pontonbrücke anlegen, um seine Truppen und Geschütze nötigenfalls noch schneller verlegen zu können. Zudem waren an der Pontonbrücke schwimmende Plattformen für Kanonen befestigt, die nun das Blachernai-Viertel aus einem anderen Winkel beschießen konnten.

### Die letzten Wochen (29. April bis 26. Mai 1453)
Der Verlust des Goldenen Horns ließ die Hoffnungen in der Stadt schwinden. Es gab erste Lebensmittelengpässe, die immer mehr Soldaten zwangen, sich von den Mauern zu stehlen und ihre Familien bei der Nahrungsmittelbeschaffung zu unterstützen. Der Kaiser ließ Anfang Mai schließlich alle verfügbaren Gelder zum Aufkauf von Nahrungsmitteln verwenden und diese über eine Kommission in festgelegte Rationen an die Bürger verteilen, wodurch zumindest die schlimmste Not gelindert werden konnte. In der Nacht des 3. Mai wurde im Schutz der Dunkelheit eine Grippo mit zwölf Mann Besatzung in die Ägäis entsandt, um dort nach Anzeichen für die Ankunft einer Entsatzflotte zu suchen.
Anscheinend führte Kaiser Konstantin Anfang Mai über die Genueser in Pera erneut geheime Verhandlungen mit Sultan Mehmed über eine Beendigung der Belagerung. Aber die Bedingungen blieben unverändert: Die Stadt müsse kampflos übergeben werden, dann bliebe der Besitz seiner Einwohner unangetastet, während sich der Kaiser unbehelligt in das Despotat Morea zurückziehen dürfe. Auch wenn einige seiner Berater ihn zur Annahme dieses Angebots drängten, blieb für Konstantin die Übergabe der Stadt inakzeptabel.
Nachdem das Goldene Horn gesichert schien, konzentrierte Sultan Mehmed in den folgenden Wochen alle Bemühungen auf die Landmauer. Am 7. Mai wurde ein erneuter Sturmangriff entlang des Mesoteichions abgeschlagen und am 12. Mai einer auf der Höhe des Blachernai-Viertels, an dem die dreifache Theodosianische Mauer endete und in einer einfachen Mauer fortlief. Die hinter Pera stationierten Kanonen wurden am 14. Mai wieder vor die Stadt verlegt. Die Kanonen feuerten nun unablässig Tag und Nacht auf die Stadt. Zugleich intensivierten die osmanischen Truppen ihre Bemühungen, den vorgelagerten Graben zuzuschütten beziehungsweise mit Planken und Bohlen zu überbauen. Es wurden mehrere Belagerungstürme konstruiert, die die Arbeiter am Graben schützen und schließlich über die Planken direkt an die Mauer geschoben werden sollten. Der erste dieser Türme erreichte am 18. Mai die Mauern, konnte von den Verteidigern aber mit Pulver gesprengt werden. In den folgenden Tagen gelang es, weitere Türme auf diese Weise zu zerstören, die restlichen ließ Mehmed daraufhin wieder zurückziehen.
Gleichzeitig intensivierten im Mai die serbischen Mineure ihre Tätigkeit. Nachdem die Verteidiger am 16. Mai die Grabungen entdeckten, wurde der erfahrene Ingenieur Johannes Grant, vermutlich ein Deutscher oder Schotte, mit deren Abwehr beauftragt. In den folgenden Tagen gelang es durch hastige Gegengrabungen, mehrere Tunnel der Angreifer auszuräuchern oder unter Wasser zu setzen, aber es blieb eine stete Herausforderung, alle neuen Grabungen zu entdecken. Am 23. Mai gelang es den Verteidigern, eine Gruppe von serbischen Bergleuten sowie ihren osmanischen Offizier gefangen zu nehmen. Unter Folter verriet dieser die Position aller Tunnel. Noch am gleichen Tag gelang es, alle Tunnel der Angreifer zu vernichten, woraufhin die Osmanen auf weitere Untergrabungsversuche verzichteten.
Die osmanische Flotte unternahm im Mai einige Demonstrationen. Am 16. und 17. Mai, sowie erneut am 21. Mai lief sie vom Bosporus aus bis an die Sperrkette, zu Kampfhandlungen kam es dabei aber nicht. Die Verteidiger waren hierdurch aber immer wieder gezwungen, ihre nach dem Verlust des Goldenen Horns auf den Mauern stationierten Seeleute abzuziehen und die Schiffe in Bereitschaft zu versetzen.
Auch wenn alle Vorhaben der Angreifer immer wieder vereitelt werden konnten, waren die verteidigenden Soldaten von den Kämpfen am Tag und den Schanzarbeiten in der Nacht zunehmend übermüdet. Am 23. Mai kehrte die ausgesandte Grippo schließlich wieder nach Konstantinopel zurück – eine Entsatzflotte hatte nicht ausgemacht werden können. Die Einwohner Konstantinopels meinten vermehrt Zeichen für den nahen Untergang auszumachen. So sagten alte Volkssagen voraus, dass der letzte Kaiser den gleichen Namen wie der erste Kaiser tragen werde und die Stadt erst bei abnehmendem Mond fallen werde; dass der Vollmond am 22. Mai mit einer dreistündigen Mondfinsternis verbunden war, schien die Ängste über die kommende Katastrophe zu bestätigen. Bei einer am 24. Mai abgehaltenen Prozession zu Ehren der Mutter Gottes rutschte die mitgeführte Ikone von dem Tragegestell und erschien den Herbeigeeilten, die versuchten, sie wieder aufzurichten, plötzlich schwer wie Blei. Wenig später wurde die Prozession von einem schrecklichen Hagel und Regen heimgesucht, der ihren Abbruch erzwang. Noch am gleichen Tag stieg ein für diese Jahreszeit völlig ungewöhnlicher Nebel in der Stadt herauf und es hieß, der Heilige Geist verlasse in dessen Schutz die Stadt. Schließlich vermeinte man in der folgenden Nacht ein seltsames Licht zu erblicken, das um die Spitze der Kuppel der Hagia Sophia kreiste. Interessanterweise wurde dieses Licht auch im osmanischen Lager gesichtet, dem besorgten Sultan aber von seinen Gelehrten als verheißungsvolles Zeichen für den nahen Sieg gedeutet. Unabhängig davon, ob sich diese Ereignisse tatsächlich in der beschriebenen Weise zugetragen haben, geben sie eindrücklich wieder, wie niedergeschlagen und bedrückt die Stimmung in der belagerten Stadt in den letzten Tagen des Mai gewesen sein muss.
Aber auch im osmanischen Lager sank die Moral zusehends. Bislang hatten die Verteidiger allen Angriffen widerstanden und mit jedem Tag, den die Belagerung andauerte, erhöhte sich die Wahrscheinlichkeit, dass weitere christliche Truppen zur Verteidigung der Stadt eintrafen oder beispielsweise die Ungarn die Situation für einen Angriff nutzten. Insbesondere die alten Berater des vormaligen Sultan Murad hatten sich von Anfang an gegen die Belagerung ausgesprochen und sahen sich nun in ihren Befürchtungen bestätigt. Nicht zuletzt um diese Kritiker zu besänftigen, nahm Mehmed am Freitag, dem 25. Mai, ein letztes Mal Unterhandlungen mit Kaiser Konstantin auf, die aber keine greifbaren Ergebnisse brachten. Am folgenden Samstag kam es zu einem größeren Kriegsrat im Lager des Sultans, bei dem beschlossen wurde, dass es nun Zeit sei, eine Entscheidung zu erzwingen. Alle Truppen sollten den Sonntag und Montag nutzen, um sich auszuruhen und vorzubereiten, am Dienstag, dem 29. Mai, würde man die Stadt mit allen verfügbaren Kräften angreifen.

## Der Fall Konstantinopels am 29. Mai 1453

### Der militärische Sieg

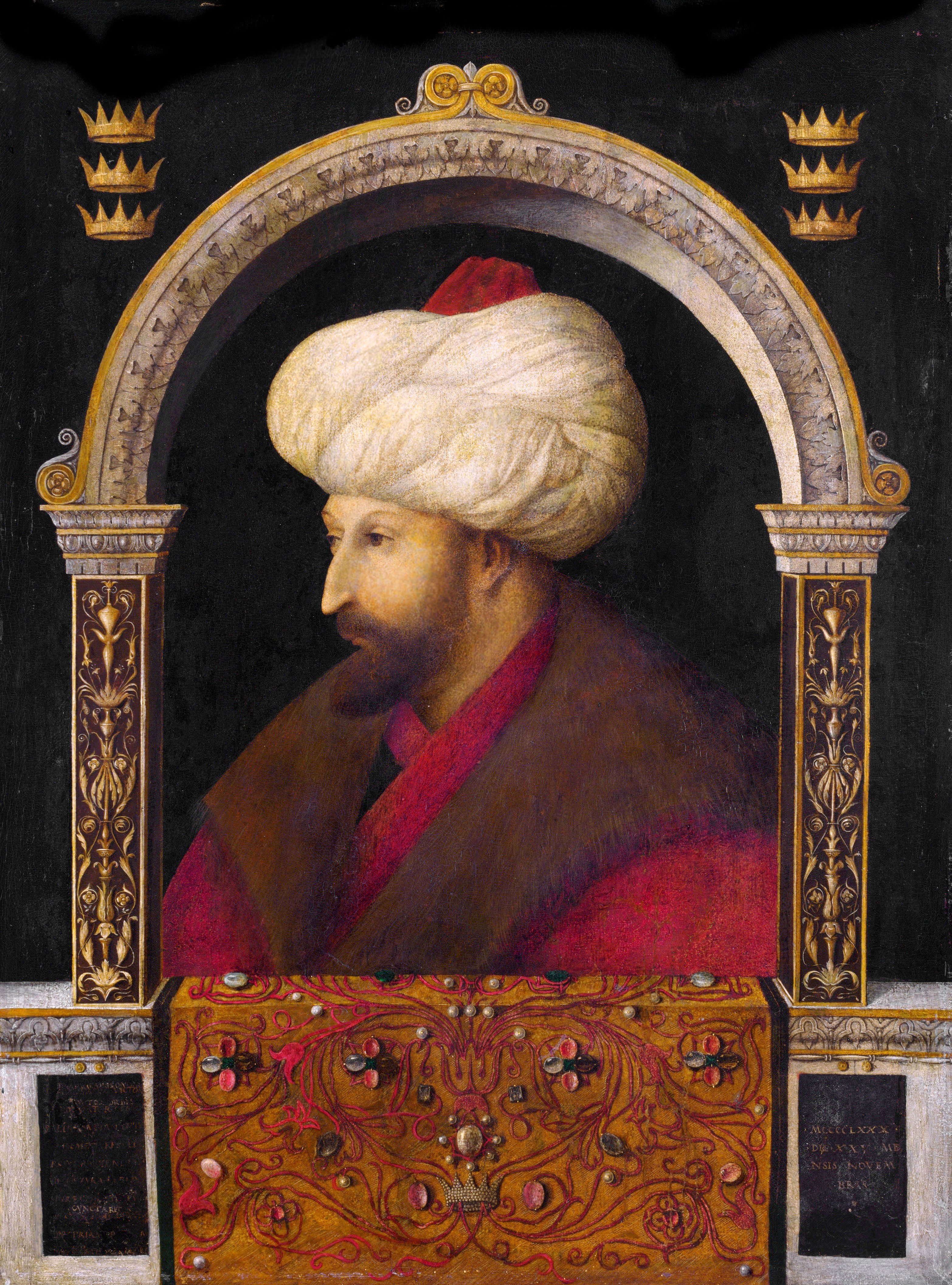
Porträt Sultan Mehmeds II., vermutlich vom italienischen Künstler Gentile Bellini im Jahre 1480 gemalt.

In der Nacht auf Dienstag, den 29. Mai, um 01:30 Uhr, begann auf der vollständigen Länge der Landmauer der letzte Sturmangriff auf Konstantinopel. Die erste Welle bildeten irreguläre Teile der osmanischen Armee. Nach etwa zweistündigem Kampf wurden sie zurückgezogen, und eine zweite Welle von regulären Truppen setzte den Angriff fort. Um etwa 05:30 Uhr wurden auch diese Truppen zurückgenommen, und die Janitscharen übernahmen die dritte Angriffswelle. Gleichzeitig griff die Flotte die Mauern am Goldenen Horn und am Marmarameer an. Bei Sonnenaufgang brach die Verteidigung, vermutlich auf der Höhe des St. Romanus-Tores, endgültig zusammen. In kurzer Zeit gelang es den Janitscharen, ihre Stellung hier zu festigen und entlang der Verteidigungsanlagen vorzurücken, um weitere Tore zu öffnen.
Über die genauen Gründe für den Durchbruch der Janitscharen existieren verschiedene Versionen. Nach der christlichen Geschichtsschreibung gelang den Janitscharen der Zugang zur Stadt über eine kleine, unverschlossen gelassene Ausfallpforte, die sogenannte Kerkoporta, in der Nähe des St. Romanus-Tores. Byzantinischen Volkssagen zufolge sei die Stadt verloren, wenn die Kerkoporta vom Feind durchbrochen würde. Als am frühen Morgen des 29. Mai der Schrei Ἑάλω ἡ Πόλις (Eálo i Pólis „Die Stadt ist genommen!“) erklang, schien sich somit eine Prophezeiung erfüllt zu haben. Osmanische Chronisten heben als Gründe für den Sieg der Janitscharen vor allem deren Disziplin und Kampfkraft hervor.
Ob der Durchbruch der Mauer beim St. Romanus-Tor tatsächlich der erste war, ist aber nicht gesichert. Einige Historiker gehen davon aus, dass es den osmanischen Truppen weiter südlich bereits zuvor gelungen war, die Befestigung zu durchbrechen.
Die Truppen der Verteidiger lösten sich schnell auf; die Ausländer strebten Richtung Hafen zu ihren dort ankernden Schiffen, die Soldaten der Stadt eilten zu ihren Familien. Georgios Sphrantzes zufolge, der als byzantinischer Beamter den Fall Konstantinopels erlebte, hatten die osmanischen Truppen bereits um 08:30 Uhr früh die ganze Metropole eingenommen.

### Die Plünderung der Stadt
Die Stadt wurde von den siegreichen osmanischen Truppen geplündert. Dabei kam es insbesondere in den ersten Stunden zu vielen blutigen Übergriffen gegen die Einwohner. Unter anderem wurden Menschen, die sich in die Hagia Sophia geflüchtet hatten, dort von den Soldaten getötet. Erst nachdem die Eroberer bemerkten, dass jeder organisierte bewaffnete Widerstand zusammengebrochen war, konzentrierten sie sich auf die Plünderung der reichen Kirchen und Klöster Konstantinopels. In der Chronik des Aschikpaschazade heißt es dazu:

„ایو طویملقلر دخی اولندی التون و کمش و جوهرلر و انواع قماشلر اورد بازاره کلوب دوکلدی صاتمغا بشلدلر و کافرنی اسیر اتدلر و محبوبه لرنی غازیلر بغرلرینه بصدلر“

„eyü ṭoyumluḳlar daḫi olındı altun ve gümüş ve cevherler ve envāʿ-i ḳumāşlar āverd (?) bāzāra gelüb döküldi ṣatmaġa başladılar ve kāfirini esīr etdiler ve maḥbūbelerini ġāzīler baġırlarına baṣdılar“

„Da gab es gute Beute. Gold und Silber und Juwelen und kostbare Stoffe wurden auf den Markt im Heerlager gebracht und in Haufen aufgestapelt; all dieses wurde nun feilgeboten. Die Giauren von İstanbul wurden zu Sklaven gemacht, und die schönen Mädchen wurden von den Gazi in die Arme genommen.“

Von den Plünderungen ausgenommen waren nur einige wenige Viertel wie zum Beispiel Petrion und Studion, in denen die Bewohner die Mauern ihrer Siedlung rechtzeitig öffneten und sich den osmanischen Truppen ergaben. Der byzantinische Historiker Kritobulos von Imbros (Michael Kritobulos), der unter osmanischer Herrschaft für einige Zeit Gouverneur der gleichnamigen Ägäis-Insel Imbros (heute Imroz oder Gökçeada, Türkei) war und 1467 ein bedeutendes Geschichtswerk über die 17 ersten Regierungsjahre von Mehmed II. verfasste, berichtet über die Einnahme Konstantinopels:

„Danach zog der Sultan in die Polis ein und betrachtete eingehend ihre Größe und Lage, ihre Pracht und Herrlichkeit, die große Zahl, Größe und Schönheit ihrer Kirchen und öffentlichen Gebäude, ihre Einzel- und Gemeinschaftshäuser, die luxuriöse Anlage der Häuser der Vornehmen, außerdem die Lage des Hafens und der Werften und dass die Stadt in jeder Hinsicht mit allem Nötigen ausgestattet und von der Natur begünstigt war, kurz ihre gesamte Einrichtung und Schmuck. Er sah aber auch die große Zahl der Umgekommenen, die Verlassenheit der Häuser, und die völlige Zerstörung und Vernichtung der Stadt. Und jäh überkam ihn Mitleid und nicht geringe Reue wegen ihrer Zerstörung und Plünderung, und er vergoss Tränen, seufzte laut und schmerzlich und rief: ‚Welch eine Stadt haben wir der Plünderung und Verwüstung ausgeliefert!‘ So schmerzte es ihn in der Seele.“

Nach der Eroberung 1453 soll Mehmed II. den Großen Palast aufgesucht haben und angesichts der Ruinen folgende Zeilen aus einem persischen Gedicht von Saadi aus der Zeit nach der mongolischen Zerstörung einer mittelasiatischen Stadt zitiert haben: „Die Spinne webt die Vorhänge im Palast der Cäsaren, die Eule ruft von Afrasiabs Türmen die Stunde aus.“

### Die Flucht der Belagerten
Durch den Angriff fast aller Matrosen auf die Seemauern war die osmanische Flotte handlungsunfähig, was etwa 15 bis 20 mit Flüchtlingen beladenen christlichen Schiffen die Ausfahrt aus dem Goldenen Horn und den Rückzug Richtung Ägäis freimachte. Dabei konnten viele wertvolle Schriften gerettet werden, die noch heute in Florenz bewahrt werden. Einer stärkeren Fluchtbewegung versuchte Mehmed durch einen Erlass entgegenzuwirken, der die Fortexistenz der christlichen Bevölkerung auch unter osmanischer Herrschaft sichern sollte:

„Hiermit erkläre ich mich und zeichne meinen Erlass für meine Anhänger auf. Meine Worte betreffen die Christen, bekannt oder unbekannt in Ost und West, Nah und Fern. Diejenigen, die meinem Erlass nicht Folge leisten, seien sie Sultane oder gewöhnliche Muslime, widersetzen sich auch dem Willen Gottes und seien verflucht. Ob Priester oder Mönche an einem Berg Unterschlupf finden, oder ob sie in der offenen Wüste, in einer Stadt, einem Dorf oder in einer Kirche wohnen – ich persönlich verbürge mich mit meinen Armeen und Gefolgsleuten für sie und verteidige sie gegen ihre Feinde. Jene Priester gehören zu meinem Volk (meiner tabaa). Ich nehme Abstand davon, ihnen irgendeinen Schaden zuzufügen. Es ist verboten, einen Bischof von seinen Pflichten abzuhalten, einen Priester von seiner Kirche fernzuhalten und einen Eremiten von seiner Unterkunft. Ein Muslim darf eine Christin, die er geheiratet hat, nicht daran hindern, in ihrer Kirche Gott zu verehren und den Schriften ihrer Religion Genüge zu tun. Wer sich gegen diese Anordnungen stellt, soll als Feind Allahs und seines Gesandten betrachtet werden. Muslime sind verpflichtet, sich bis ans Ende der Welt an diese Anordnungen zu halten.“

Der Großwesir Çandarlı II. Halil Pascha, der gegen einen Angriff Mehmeds auf Konstantinopel Widerstand gezeigt hatte, wurde wegen Verrats angeklagt, verurteilt und zwei Tage nach dem Fall Konstantinopels am 1. Juni als erster osmanischer Großwesir öffentlich hingerichtet.

### Der Tod Kaiser Konstantins
Das genaue Schicksal Kaiser Konstantins ist ungewiss. Es ist einigermaßen wahrscheinlich, dass er zusammen mit den Verteidigern an der Theodosianischen Mauer fiel, da er sich dort wohl zuletzt aufhielt und sich danach seine Spur verliert. Letztlich bleibt dies Spekulation, da es keine überlebenden Zeugen der Ereignisse gegeben zu haben scheint. Die erhaltenen Augenzeugenberichte machen widersprüchliche Aussagen zum genauen Ende des Kaisers oder geben ausdrücklich nur Hörensagen wieder.
Knapp und wohl zutreffend äußert sich Sphrantzes, ein vertrauter und persönlicher Freund des Kaisers, wenn er lapidar feststellt, dass dieser im Kampf fiel, er aber selbst bei des Kaisers Tod nicht zugegen war. Ebenfalls recht nüchtern schreibt Barbaro, dass das Schicksal des Kaisers unbekannt sei, mancher wolle seine Leiche unter den Gefallenen gesehen haben, andere behaupteten, der Kaiser habe sich vor den anrückenden Türken selbst das Leben durch Erhängen genommen. In anderen Versionen wiederum soll Konstantin vor den in die Stadt einrückenden Türken die Flucht ergriffen haben. Richer gibt eine Erzählung wieder, in der der Kaiser von Fliehenden zu Tode getrampelt worden sei. Tursun Beg berichtet hingegen, der Kaiser sei mit seinem Gefolge auf der Flucht zufällig in eine Gruppe plündernder Azabs geraten und im folgenden Gefecht getötet worden.
Es kursierten weitere Gerüchte, die über die Zeit hinweg Ausschmückungen erfuhren. So greift Pseudo-Sphrantzes auf eine Version zurück, in der der Kaiser seine Begleiter gebeten haben soll, ihn zu töten, bevor er in die Hände der Feinde fiele und, nachdem diese sich entsetzt weigerten, sich aller kaiserlichen Insignien entledigte um dann mit gezogenem Schwert in einem letzten Gefecht spurlos zu verschwinden. In einer Abwandlung dieser Erzählung sei der Kaiser im Kampf getötet und enthauptet worden. Als dann später Sultan Mehmed den Kopf des Kaisers gefordert habe, sei dieser nicht mehr auffindbar gewesen, lediglich einen Leichnam in der Rüstung des Kaisers habe man unter den Toten finden können. Andere Quellen wiederum geben an, dem Sultan sei nach der Schlacht der Kopf des getöteten Kaisers präsentiert und auf einer Lanze zur Schau gestellt worden. Der Wahrheitsgehalt dieser Aussage kann nach heutigem Kenntnisstand nicht überprüft werden.
Wenn den Zeitgenossen vor Ort Konstantins Schicksal und der Verbleib seines Leichnams bekannt war, scheint das Wissen darum im Laufe der Zeit verloren gegangen zu sein. Aus den heute bekannten und erschlossenen Quellen lässt sich jedenfalls kein genaues Bild der Ereignisse mehr gewinnen und das Grab des letzten byzantinischen Kaisers ist unbekannt.

## Folgen
Die Folgen der Eroberung Konstantinopels waren weitreichend und zeigten sich in unterschiedlichen Zusammenhängen.
Politisch war die Eroberung Konstantinopels einer der wesentlichen Bausteine, der dem aufstrebenden Osmanischen Reich in den kommenden Jahrhunderten einen Platz unter den Großmächten Europas und des Nahen Ostens sicherte. Ganz unmittelbar festigte sie seine Herrschaft, indem insbesondere der kleinasiatische und europäische Reichsteil vereinigt wurden, und legte damit den Grundstein für die weitere Expansion des Reichs. So musste sich am 3. Juni 1453, nur wenige Tage nach der Eroberung Konstantinopels, auch die genuesische Kolonie Pera Sultan Mehmed unterwerfen. Die in der Nordägäis liegenden byzantinischen Inseln Limnos und Imbros wurden ebenfalls noch im gleichen Jahr erobert. Das Despotat von Morea, als letztes direktes Überbleibsel des ehemals mächtigen Byzantinischen Reiches, fiel schließlich 1460. Das Byzantinische Reich und die aus ihm hervorgegangenen politischen Gebilde waren damit endgültig ausgeschaltet. Für die im östlichen Mittelmeer und im Schwarzen Meer stark engagierten italienischen Städte (vor allem Venedig und Genua) war der Verlust der Kontrolle des Bosporus ein schwerer Schlag, der ihren Schwarzmeer- und Levante-Handel fortan beeinträchtigte.
Eine weitere Folge der Eroberung Konstantinopels war die Auswanderung vieler griechischer Gelehrter in den lateinischen Westen, insbesondere nach Italien. In Verbindung mit dem parallel aufkommenden Buchdruck fanden deren Lehren und die von ihnen mitgebrachten antiken Schriften schnell Verbreitung. Wenngleich dieser Prozess bereits in den vorangegangenen Jahrzehnten eingesetzt hatte, erfuhr er durch den endgültigen Untergang des Byzantinischen Reiches eine Intensivierung. In der Geschichtswissenschaft gilt dieser Zufluss antiker Gelehrsamkeit und griechischen Denkens als eines der auslösenden Momente für die beginnende Renaissance und den Humanismus im katholischen Europa. Beispielhaft für diese Migration von Wissen stehen die byzantinischen Gelehrten Bessarion, Johannes Argyropulos und Andreas Johannes Laskaris.
Nach der Eroberung erklärte Mehmed Konstantinopel, das auf Türkisch Kostantiniyye / قسطنطينيه oder Istānbūl / استانبول genannt wurde, zur neuen Hauptstadt des Osmanischen Reichs (من بعد تختم استنبولدر / min-baʿd taḫtım İstanbuldur / ‚fürderhin ist mein Thronsitz Istanbul‘). Sprachwissenschaftler gehen davon aus, dass Istānbūl / استنبول eine abgeschliffene Form des griechischen Ausdrucks εἰς τὴν Πόλιν (is tìn Pólin) ist, was so viel wie „In die Stadt!“ oder „Hinein in die Stadt!“ bedeutet und mit dem über das Land ziehende Werber des Sultans in den folgenden Jahren versucht haben sollen, die geflohene griechische Bevölkerung zur Rückkehr zu bewegen. Daneben bedeutet der griechische Ausdruck aber schlicht „nach Konstantinopel“, „in Konstantinopel“ und konnte auch in dieser sachlichen Verwendung, nach Verschleifung der mittelgriechischen Phonetik (eventuell lag schon die Aussprache is tìm Bólin vor) durch die türkischen Sprecher, zum türkischen İstanbul geführt haben. Weitere Beispiele mit Einfluss des griechischen εἰς (is „in, nach“) sind εἰς Σμύρνην (is Smírnin) > türkisch İzmir, εἰς Νίκαιαν (is Níkean) > türkisch İznik.

## Wahrnehmung in Westeuropa
Die Kunde von der Halosis Konstantinoupóleos, dem Fall Konstantinopels, erreichte Westeuropa erstmals Ende Juni 1453 und verbreitete sich in den folgenden Wochen und Monaten über den ganzen Kontinent. So gingen in Venedig am 29. Juni Schreiben von venezianischen Amtsträgern aus Methoni und Chalkida ein. Der Papst in Rom erfuhr die Nachricht am 8. Juli vom Franziskaner Roberto Caracciolo, den kaiserlichen Hof erreichte eine stark übertriebene Darstellung am 12. Juli durch Reisende aus Serbien. Eine wichtige Rolle für die Darstellung der Ereignisse spielten naturgemäß die Berichte der aus der Stadt Geflohenen. Von besonderer Bedeutung scheint hier Kardinal Isidoros zu sein, der Ende Juni mit drei entkommenen Galeeren in Kreta eintraf, und seinen Bericht in einer Reihe längerer Briefe niederschrieb. Er stand mit diversen humanistischen Gelehrten in Italien in Kontakt, die seine Augenzeugenberichte wiederum in ganz Europa verbreiteten und damit maßgeblich die christlich-europäische Rezeption der Eroberung Konstantinopels mitprägten.
Die Nachricht von der Eroberung Konstantinopels wurde zunächst mit Unglauben aufgenommen, gefolgt von großem Entsetzen und einer weithin empfundenen Trauer. Die tatsächlichen oder auch imaginierten Grausamkeiten bei der Eroberung wurden dabei regelmäßig überhöht. Die Formulierung „Ströme von Blut“ wurde bald zu einer fast feststehenden Wendung bei der Schilderung der Geschehnisse.
Auch wenn das Byzantinische Reich bereits seit einiger Zeit keine nennenswerte Rolle mehr unter den europäischen Mächten spielte, hatte Konstantinopel dennoch einen nach wie vor hohen symbolischen Stellenwert im christlichen Selbstverständnis. Der Sieg des jungen, dynamischen Osmanischen Reichs, das zudem islamischen Glaubens war, löste eine vielstimmige Diskussion in Europa aus, die nicht zuletzt auch das eigene, christliche Selbstverständnis berührte. So verfasste der Humanist Nikolaus von Kues unmittelbar unter dem Eindruck des Falls der Stadt sein Werk De Pace Fidei („Über den Glaubensfrieden“), in dem er sich für eine Verständigung zwischen den Religionen generell, insbesondere aber zwischen Christentum und Islam, starkmachte. Zugleich mehrten sich in Europa Stimmen, die „die Türken“ als Strafe Gottes für die eigenen Sünden betrachteten. Die Griechen hätten diese Strafe durch ihr Schisma, also die Beibehaltung des orthodoxen Glaubens und die Ablehnung des römisch-katholischen, über sich gebracht. Gegen eine solche Gottesstrafe solle man aber nicht mit Waffengewalt vorgehen, vielmehr müsse man die eigene Sünde überwinden und ein rechtgläubiges Leben anstreben.
In diesen und vergleichbaren Diskussionen, die unmittelbar nach der Eroberung Konstantinopels begannen und sich die folgenden Jahre in einer gelehrten europäischen Öffentlichkeit fortsetzten, spiegelte sich auch die Situation der Gesellschaften Europas wider. Mehr und mehr Menschen waren der ewigen Kriege und der sich streitenden Fürsten (wie beispielsweise des nahezu zeitgleich beendeten Hundertjährige Krieges) überdrüssig. Zugleich galt die Kirche vielfach als zutiefst korrupt und von Sünde zerfressen. Dem mittelalterlichen Modell der christianitas, der Idee, dass alle christlichen Mächte zur Eroberung des Heiligen Lands und zur Verbreitung des christlichen Glaubens zusammenstehen sollten, wurden nun neue Konzepte der Verständigung mit „den Anderen“, aber auch der inneren Selbsterneuerung gegenübergestellt.
Trotzdem regte der Fall Konstantinopels aber auch zu neuen Kreuzzugsplänen an. So rief Papst Nikolaus V. mehrfach zum gemeinsamen Kampf gegen die Türken auf. Der kaiserliche Berater und spätere Papst Enea Silvio Piccolomini rief die Reichsstände 1454/1455 zu drei sogenannten Türkenreichstagen nach Regensburg, Frankfurt und Wiener Neustadt, um diese für den Krieg gegen die Türken zu gewinnen. In Lille in Burgund veranstaltete Philipp der Gute 1454 das sogenannte Fasanenfest, bei dem er zusammen mit vielen anderen Rittern und Adligen einen Eid zum Türkenzug schwor. Zwar konnte die Belagerung von Belgrad im Jahre 1456 auch durch zugeströmte, den Kreuzzugsaufrufen gefolgten Bauern gewonnen werden, ein weiteres militärisches Vorgehen gegen die Osmanen ergab sich aber nach all den Schwüren und Brandreden nicht.
Nicht nur in der geistigen und politischen, sondern auch in der profanen zeitgenössischen Kultur spielte die Eroberung Konstantinopels eine wichtige Rolle (Johannes Gutenberg produzierte beispielsweise eine Schrift über die Türken). Die Figur des „Türken“ fand als fester Topos dauerhaften Eingang in die abendländische Kultur und wirkt bis heute fort. Das Datum der Eroberung Konstantinopels wird oft als einer der Marksteine der Epochenschwelle zwischen Mittelalter und Neuzeit genannt, auch wenn man sich in der Geschichtswissenschaft mittlerweile einig ist, dass solche Setzungen nur begrenzt aussagekräftig sind. Unbestritten ist jedoch, dass die Eroberung Konstantinopels von hoher symbolischer Wirkung war.
In Griechenland gilt Dienstag, der 13., als Unglückstag, da Konstantinopel an einem Dienstag erobert worden ist, so wie Freitag, der 13., im Westen.

## Rezeption

### Malerei
Bereits in der zeitgenössischen Rezeption war die Eroberung von Konstantinopel ein wiederkehrendes Thema in der bildlichen Darstellung.

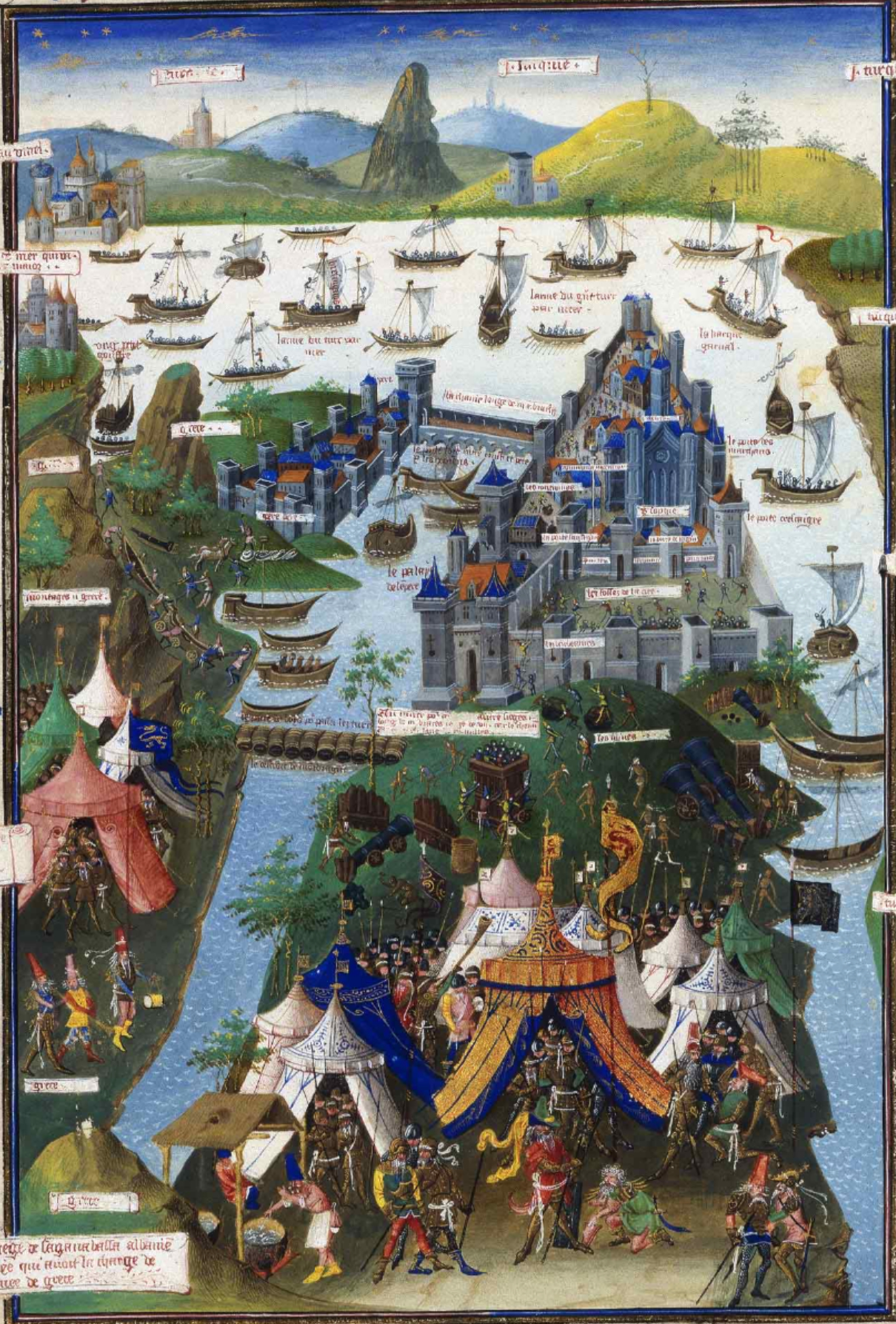
Miniatur der Belagerung Konstantinopels in Le voyage d’outremer von Bertrandon de la Broquière, entstanden 1455
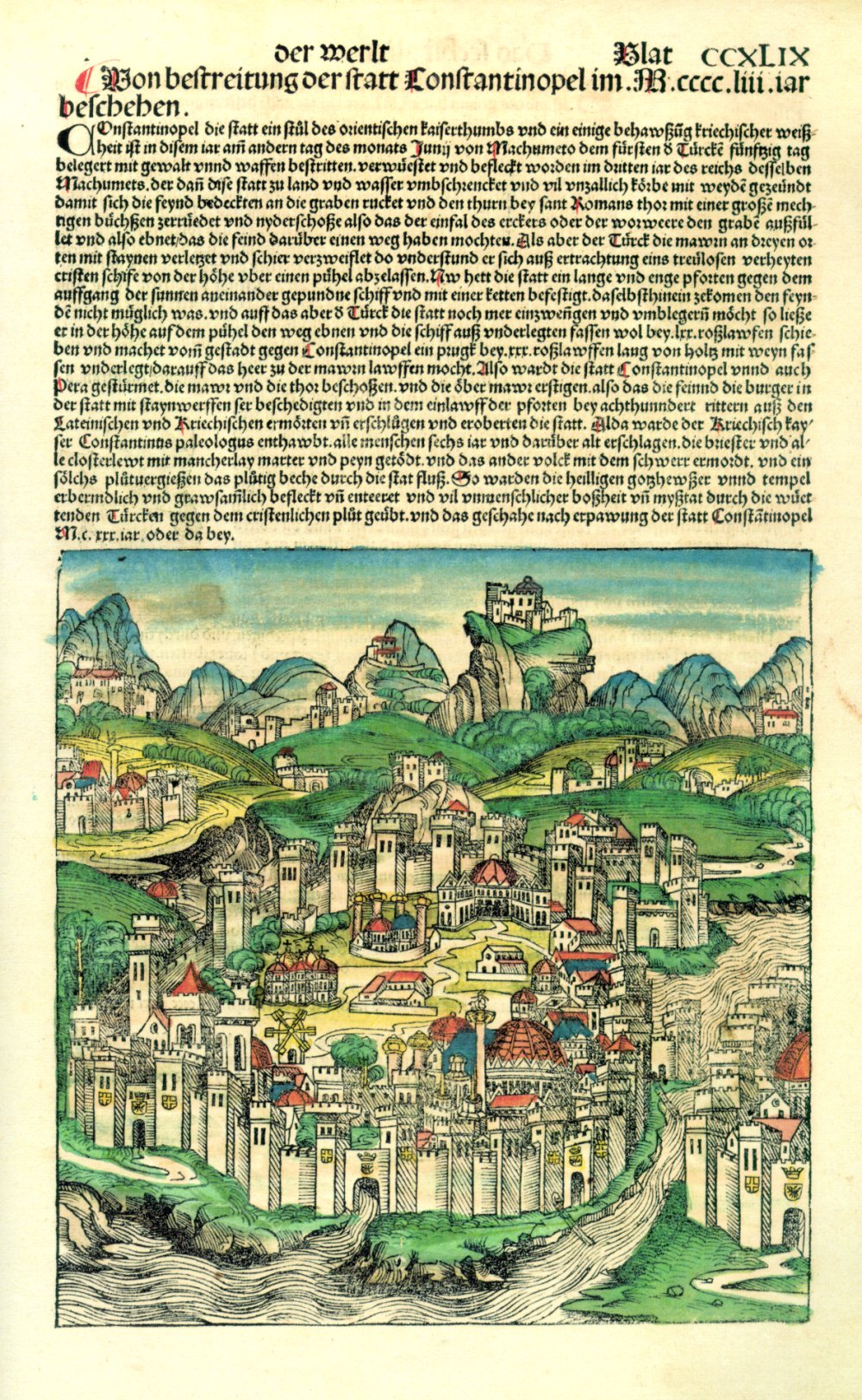
Bericht über die Eroberung Konstantinopels in der Schedelschen Weltchronik, 1493
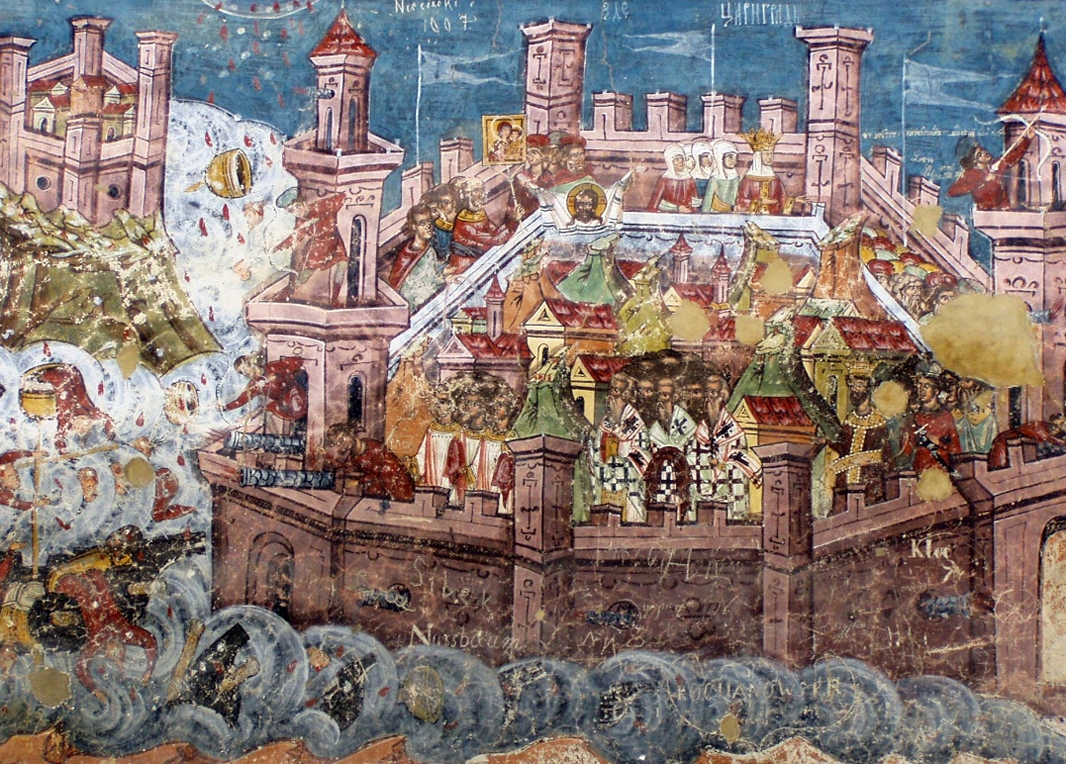
Fresko eines unbekannten Künstlers an der Kirche des Klosters Moldovița, das die Eroberung von Konstantinopel darstellt, 1537

In der Neuzeit wurde die Eroberung von Konstantinopel im 19. und 20. Jahrhundert mehrfach zum Motiv für historisierende Darstellungen, die auch vom Orientalismus berührt wurden.

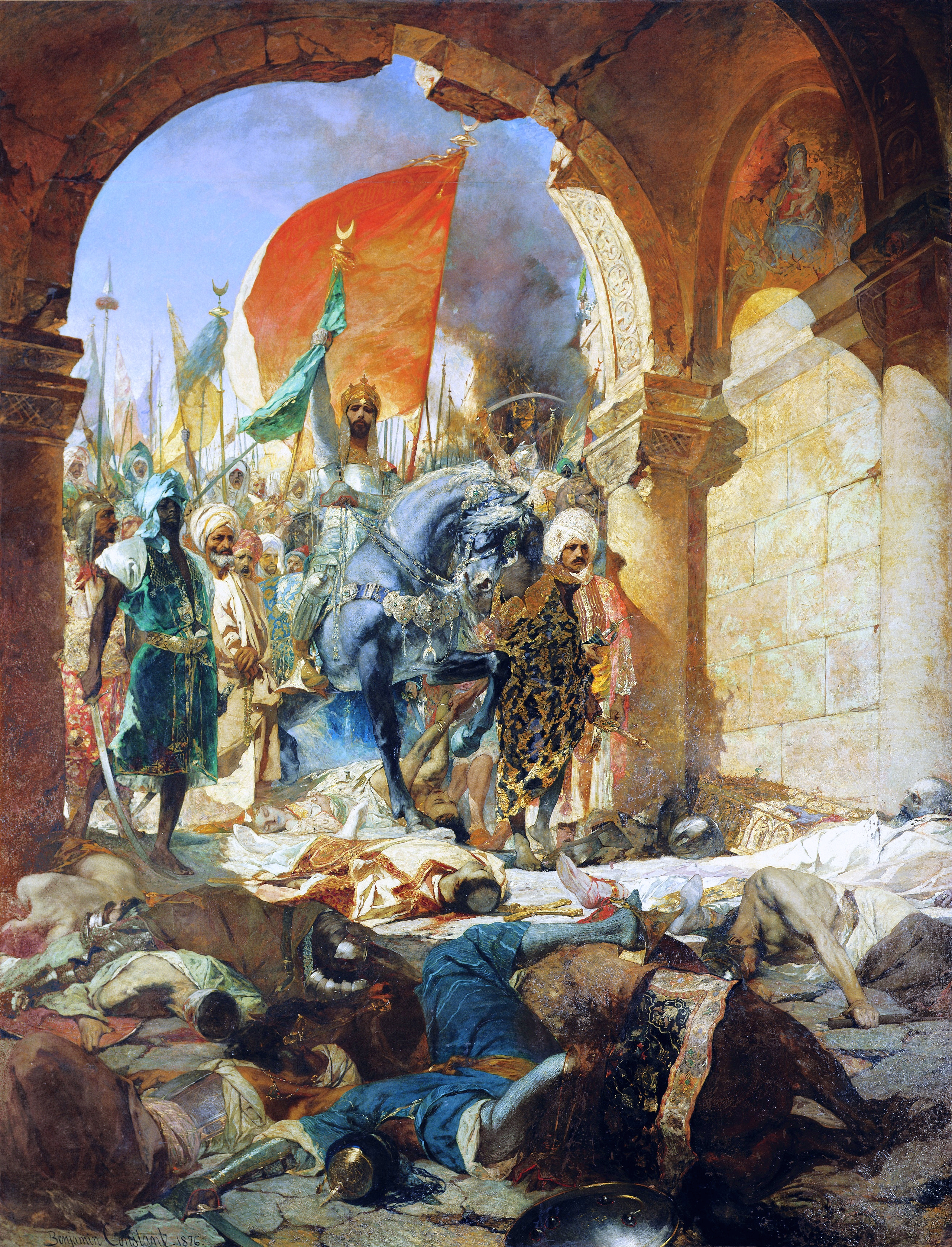
Einzug des siegreichen Sultans in die eroberte Stadt, orientalistisches Gemälde von Jean-Joseph Benjamin-Constant, 1876
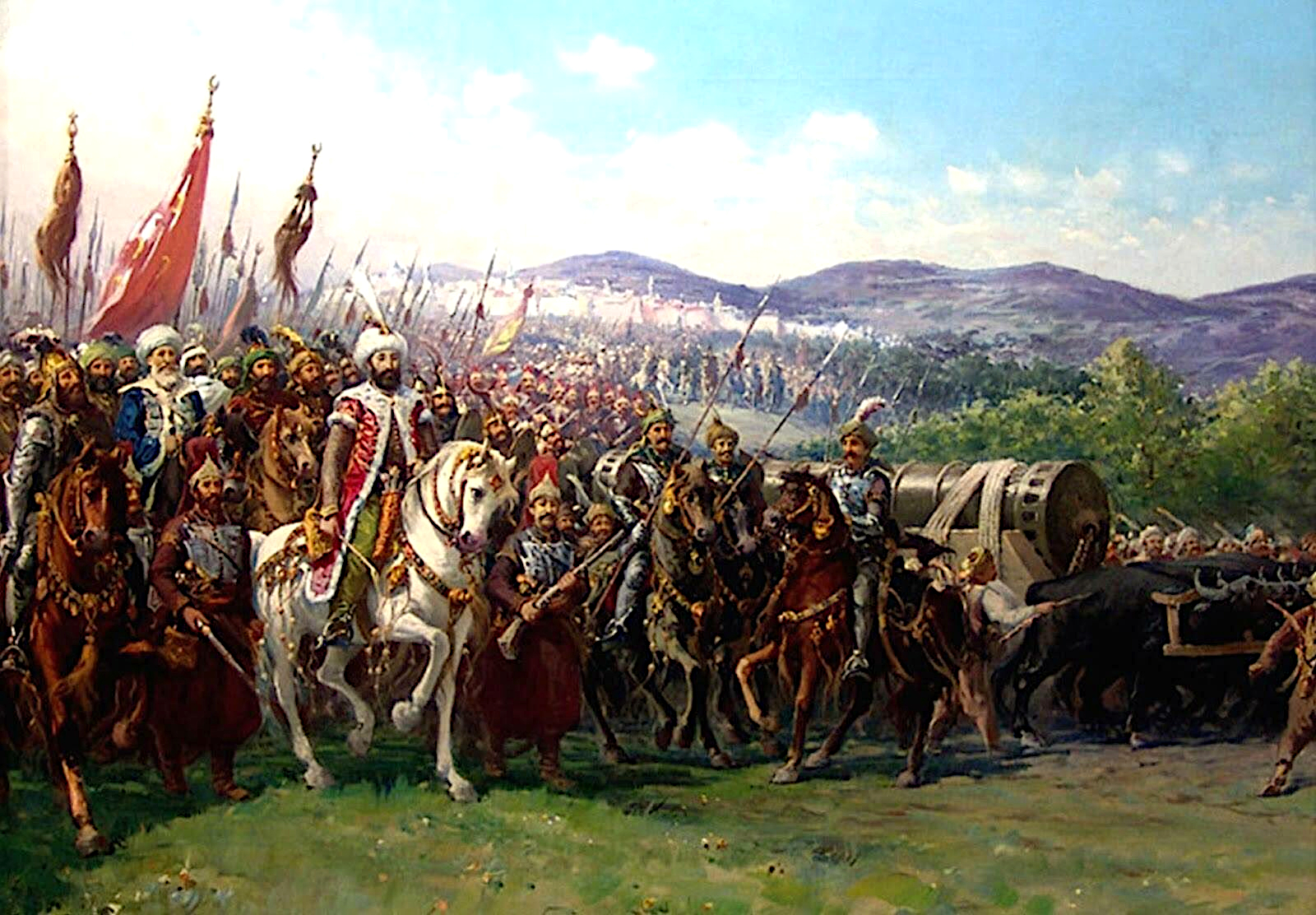
Sultan Mehmed II. beim Auszug mit seiner Armee aus Edirne, in einer historisierenden Darstellung des osmanischen Hofmalers Fausto Zonaro, 1903
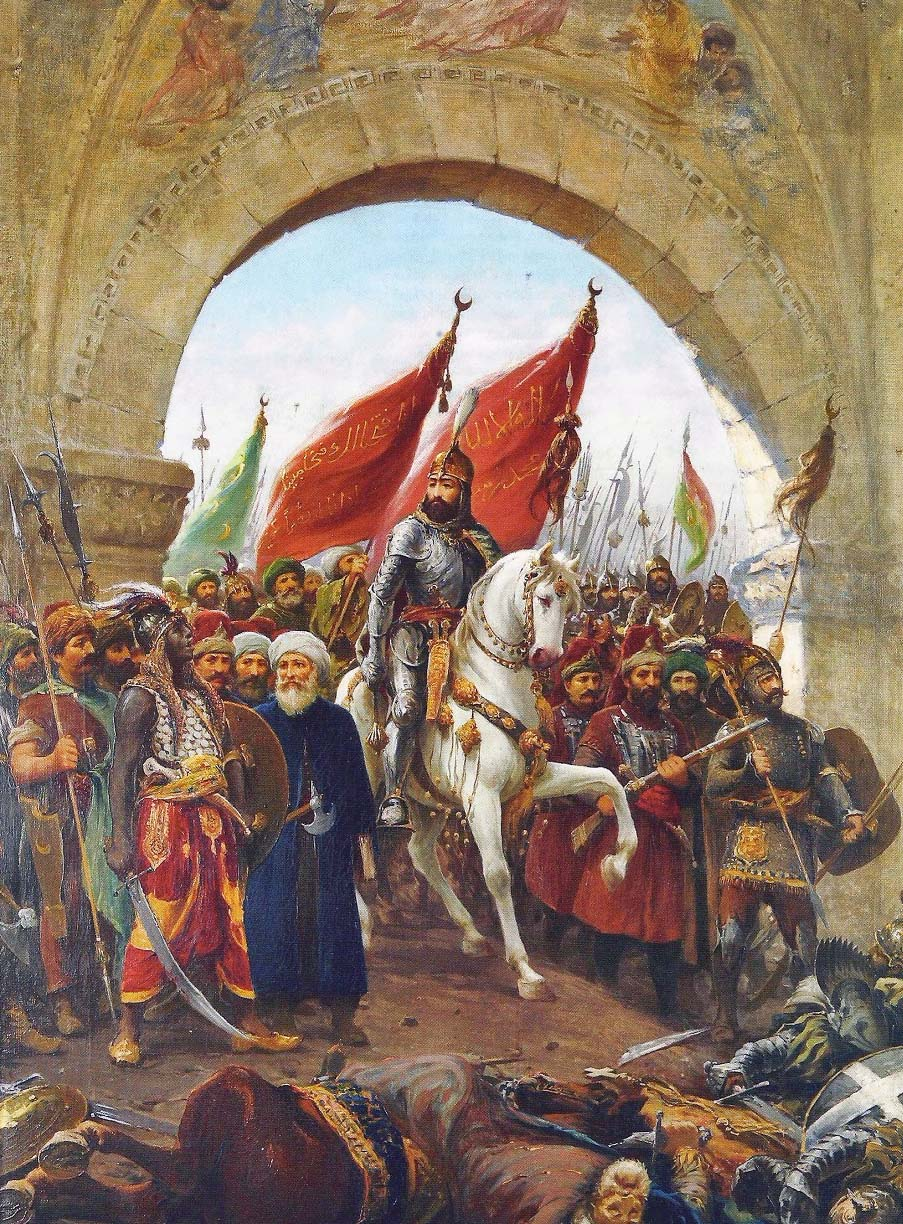
Einzug des Sultans in die eroberte Stadt, Gemälde von Fausto Zonaro, o. J.
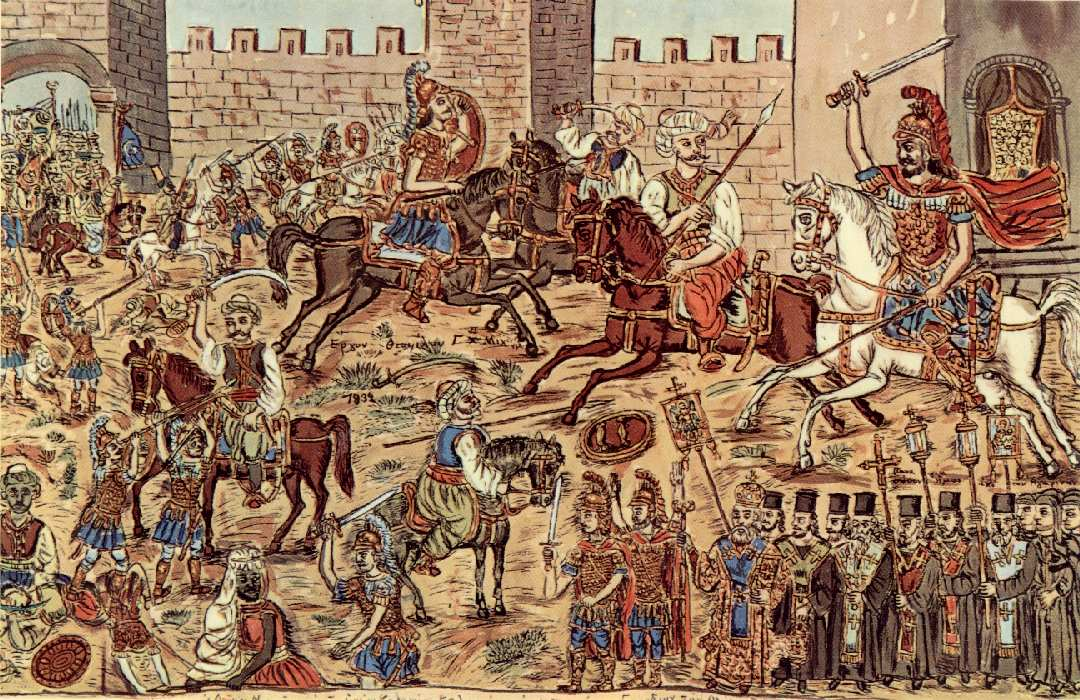
Kaiser Konstantin Palaiologos führt den letzten Gegenangriff, naive Darstellung des griechischen Malers Theofilos, 1932

### Film und Medien
- The Conquest of Istanbul (Originaltitel: Istanbul’un fethi), Türkei 1951.
- Fetih 1453 (deutscher Verleihtitel: Battle of Empires – Fetih 1453), Türkei 2012.
- Sturm über dem Bosporus, Fernsehdokumentation aus der Sendereihe „Imperium“, ZDF 2007.
- Constantinople: Siege and Fall, Radiodiskussion aus der Sendereihe „In Our Times“, BBC Radio 4, 28. Dezember 2006.[67]
- Der Aufstieg von Weltreichen: Das osmanische Reich (Originaltitel: Rise of Empires: Ottoman), Türkei 2020.